# Indianer Nordamerikas

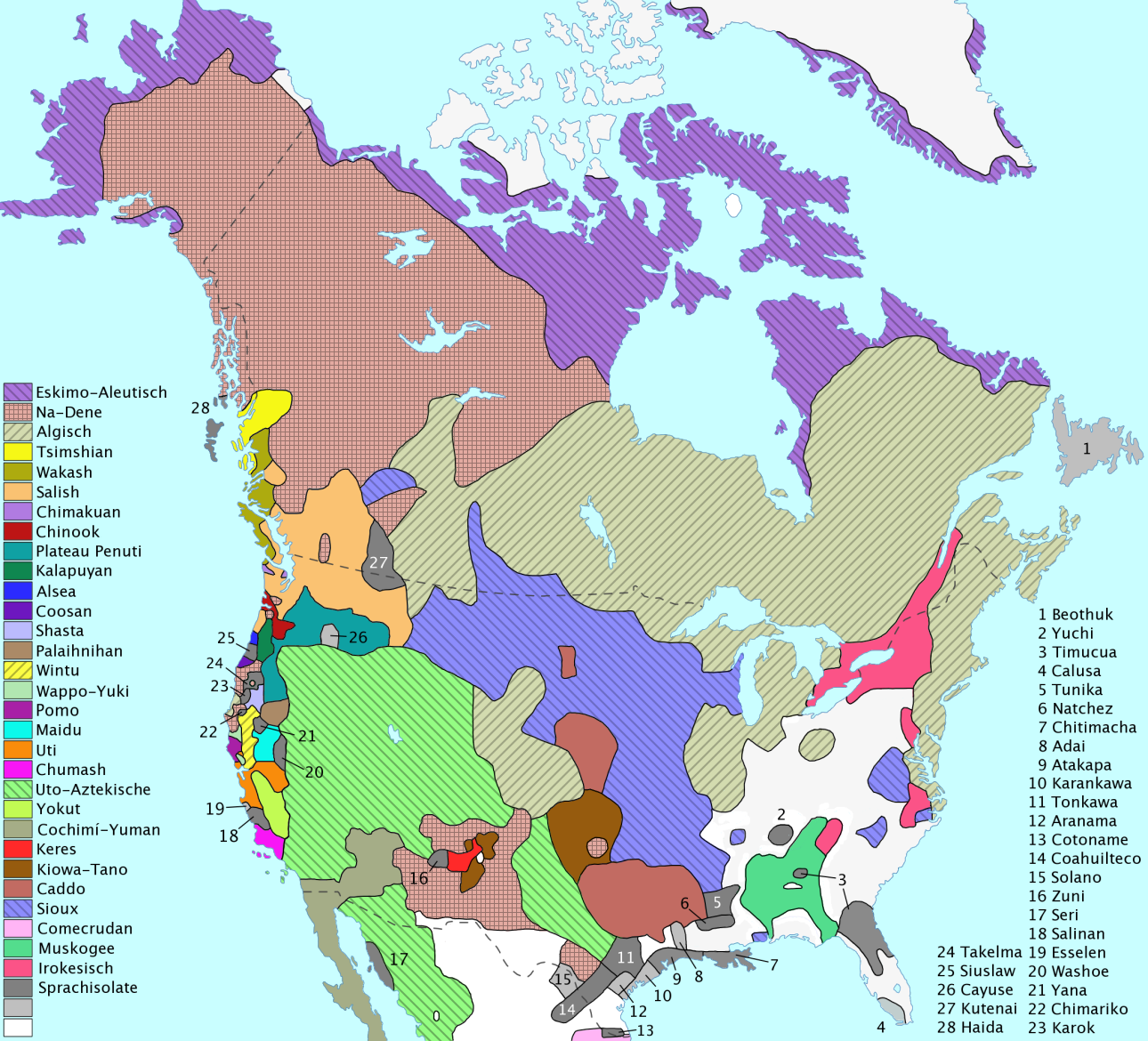
Verbreitung der Indianer und Eskimos Nordamerikas nach Sprachfamilien und isolierten Einzelsprachen beim ersten Kontakt mit Einwanderern aus Europa

| Anteile indigener Bevölkerungsgruppen (Indianer, Eskimos und Aleuten) Anfang des 21. Jahrhunderts nach nationalen Censusregionen > 80 % 61–80 % 51–60 % 36–50 % 26–35 % 16–25 % 6–15 % 1–5 % < 1 % unbewohnbar | Von den jeweiligen Staaten anerkannte indigene Territorien ▱ Uneingeschränktes Landeigentum ▱ Autonome Regionen (mit Benennungen) ▱ Indianerreservate (je nach darstellbarer Flächengröße) ◌ Ethnien mit > 10.000 Angehörigen / Mehrheit in einer Region / sehr große Verbreitung |

|  |

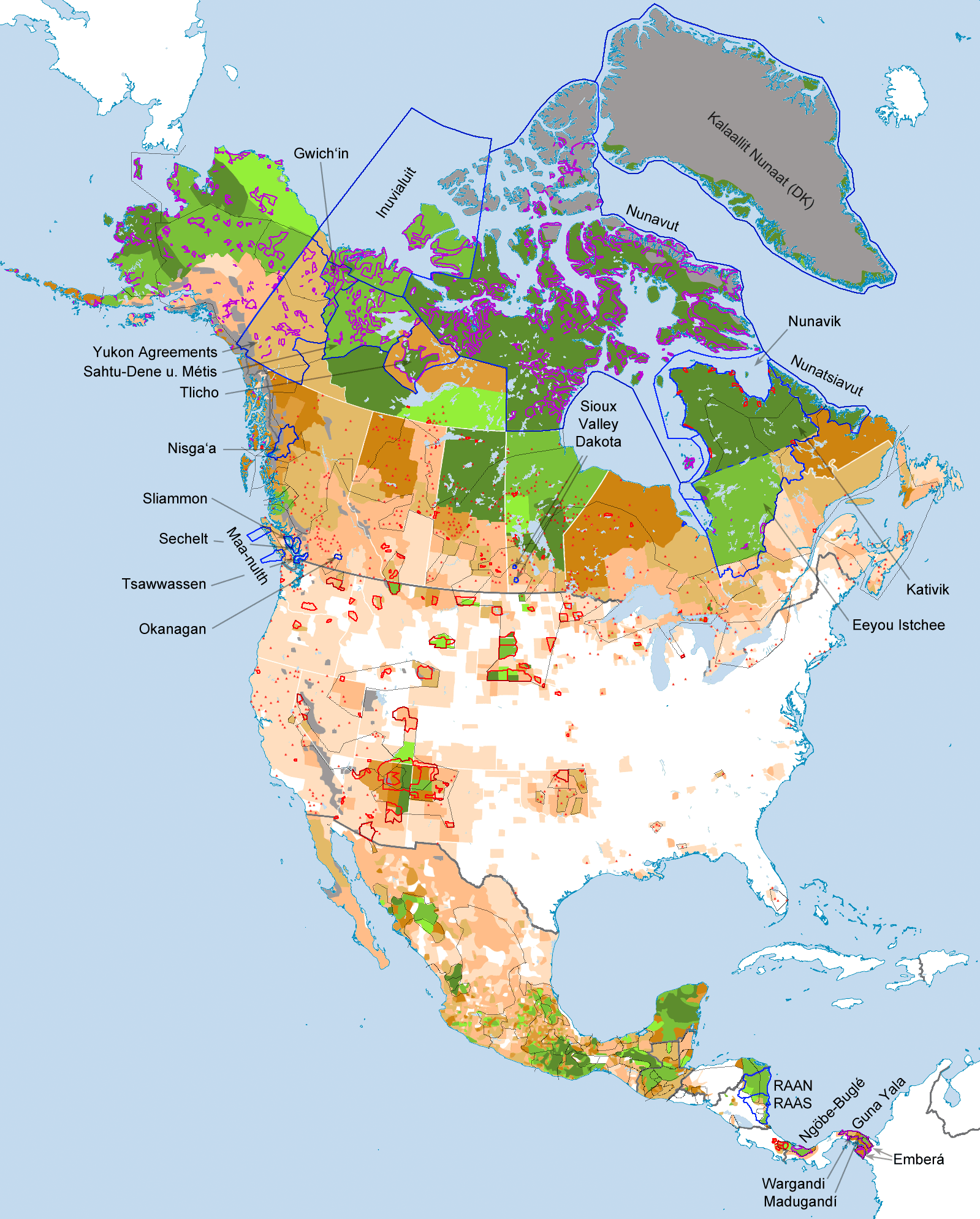

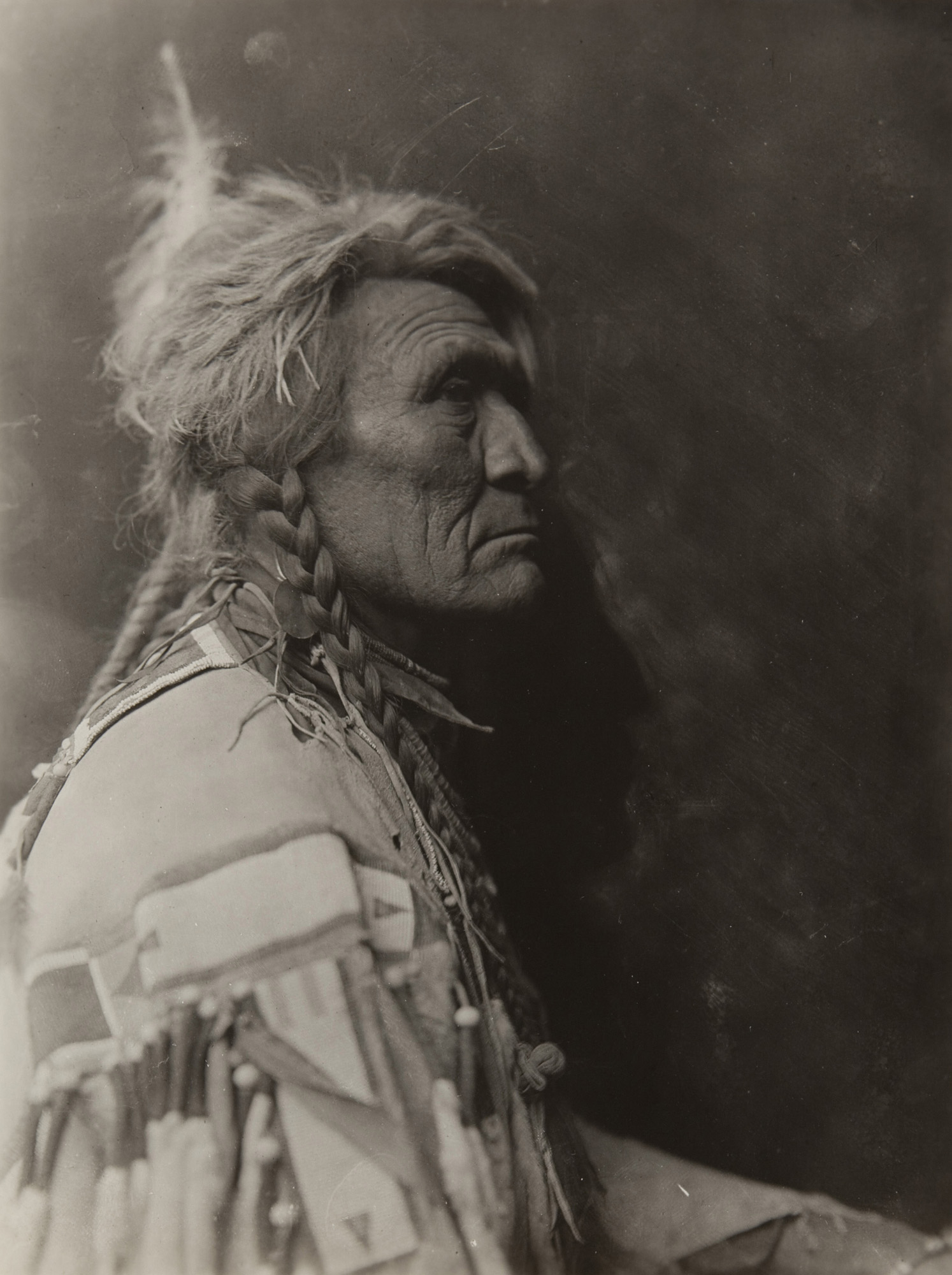
Ein nordamerikanischer Indianer des Stammes Wolf-Crow, um ca. 1910.

Indianer Nordamerikas ist die im deutschen Sprachraum übliche Sammelbezeichnung für die indigenen Völker des nordamerikanischen Kontinents, die südlich des arktischen Kulturareals siedeln. Es handelt sich um eine große Zahl kulturell unterschiedlicher Ethnien, von deren Vielfalt bereits die bloße Anzahl hunderter indigener amerikanischer Sprachen zeugt. Von einer stammesübergreifenden ethnischen Identität als Indianer kann erst frühestens seit Ende des 19. Jahrhunderts – durch ähnliche Erfahrungen bei der Auseinandersetzung mit den eindringenden europäischen Siedlern – die Rede sein.
Heute werden die Indianer Kanadas First Nations genannt und die der Vereinigten Staaten Native Americans oder American Indians. In den USA werden 562 Stämme anerkannt, davon allein 235 in Alaska und in Kanada 615 (bzw. 632 nach dem Department of Indian Affairs and Northern Development). Ausgenommen sind dabei die Ureinwohner Hawaiis sowie die Eskimos und Aleuten, die aufgrund der völkerkundlichen Theoriegeschichte nach wie vor von den nordamerikanischen Indianern unterschieden werden. Ebenfalls nicht zu den Indianern gezählt werden gemischte Ethnien wie die kanadischen Métis oder die Genízaros im Süden der USA.

## Überblick
Eine erste Annäherung an die Vielzahl der Indianerkulturen erfolgt durch die Betrachtung ihrer ursprünglichen Wirtschaftsstrategien: Es gab nomadisch lebende Wild- und Feldbeuter wie die jagenden und fischenden Athabasken der nordischen Wälder oder die Kulturen der nördlichen Rocky Mountains. Halbnomadische oder halbsesshafte Völker nutzten die zeitweilig massenhaft vorkommenden Samen, z. B. die Anishinabe den Wildreis der Großen Seen, die kalifornischen Stämme Eicheln oder die Stämme des Großen Beckens Pinyon-Nüsse; oder sie kombinierten Feldbau mit der Jagd, wie viele Stämme im Osten der heutigen USA. Vollkommen sesshaft lebten die Meeresjäger der Nordwestküstenkulturen oder die Bewässerungsfeldbauern des Südwestens. Die populären Reiterkulturen der Prärien und Plains – die den Ausgangsstoff für das stereotyp verzerrte Indianerbild im deutschen Sprachraum liefern – entstanden erst durch die Einführung europäischer Pferde.
Heute lebt nur noch ein verschwindend geringer Teil der Indianer von ihren traditionellen Wirtschaftsweisen, einige kombinieren noch – freiwillig oder notgedrungen – überlieferte Selbstversorgungs- mit marktwirtschaftlichen Strategien. Die meisten sind mehr oder weniger in die euroamerikanische Lebensweise assimiliert.
Die politischen Verhältnisse unter den Indianervölkern reichen (oder reichten) von egalitären und herrschaftsfreien Strukturen bei den Jägern des Nordens, über die Stammesgesellschaften der Prärien, die Häuptlingstümer der Nordwestküstenkultur, demokratisch organisierte Stämme mit Ältestenrat, Stammesrat und Ratsfeuer wie den Irokesen, zu monarchisch organisierten Stämmen wie den Wampanoag oder Powhatan oder den Theokratien der Pueblo-Kulturen. Ebenso vielfältig waren die Machtstrukturen, die keinesfalls durch den gemeinhin verwendeten Sammelbegriff „Häuptling“ (englisch Chief, französisch Sachem oder spanisch Cacique) wiedergegeben werden. Diese Bezeichnungen wurden von den europäischen Eroberern geprägt, die sich aus strategischen Gründen für alle Belange einen Ansprechpartner wünschten.
Um eine grobe Übersicht der vielfältigen Ethnien Nordamerikas (vor der Eroberung) zu erhalten, wird in der Ethnologie eine Einteilung des Kontinentes in zehn bis zwölf Nordamerikanische Kulturareale vorgenommen.

## Geschichte

### Besiedlung Nordamerikas
Die Erforschung der Besiedlung Nordamerikas ergibt – im Gegensatz zu Mittel- und Südamerika – ein recht einheitliches Bild. Die Besiedlung erfolgte nach heutigem Wissensstand in drei, möglicherweise vier Einwanderungswellen:
Die erste Welle traf am Ende der letzten Eiszeit um etwa 12.000–11.000 v. Chr. von Asien her über die Landbrücke Beringia in der heutigen Beringstraße oder in Booten entlang der Küste ein. Die erste flächendeckend verbreitete Kultur war die Clovis-Kultur, die etwa das genannte Alter hat. Mit der zweiten Welle trafen die Vorfahren der Na-Dené-Indianer ein und mit der dritten jene der Eskimos. Möglicherweise wanderten die Vorfahren der Algonkin in einer separaten Welle zwischen den Clovis und den Na-Dené nach Amerika. Einige Funde wie der des Kennewick-Mannes lassen vermuten, dass möglicherweise weitere Gruppen von Europa oder Ozeanien aus den Weg nach Amerika gefunden haben. Diese Einwanderungswellen stimmen auch mit Schlüssen Joseph Greenbergs in seinem Buch Languages in the Americas überein, nach denen sich sämtliche indianischen Sprachen Amerikas auf drei untereinander nicht näher verwandte Sprachgruppen zurückführen ließen: Amerind, Na-Dené und Eskimo-Aleutisch.
Neben fragwürdigen Thesen, wie zum Beispiel denen, die Indianer würden von den aus Israel vertriebenen jüdischen Stämmen abstammen (wie etwa John Eliot und Thomas Thorowgood mutmaßten), oder Amerika sei von Atlantis aus besiedelt worden, existieren auch besser belegte Hinweise auf präkolumbische europäische Besiedlung. Gesichert ist, dass die Wikinger um 1000 n. Chr. in Neufundland (Kanada) eine Siedlung errichteten. Als rein spekulativ muss jedoch die These bezeichnet werden, wonach der walisische Prinz Madoc im 12. Jahrhundert mit einer Gruppe nach Nordamerika gesegelt sei und sich im Gebiet der heutigen US-Bundesstaaten Kentucky, Georgia und Tennessee niedergelassen haben soll; diese Gruppe soll den Indianerstamm der Mandan gegründet haben.
Die ersten Siedler trafen auf Großwild wie Mammuts, Mastodonten, Moschusochsen, Riesenfaultiere, Elche, Karibus und Bären. Sie jagten diese Tiere mit Harpunen, Wurfspießen und Speerschleudern. Möglicherweise war es ebendiese Jagd auf die Tiere, welche einen mehr oder weniger großen Teil der Megafauna aussterben ließ (siehe Overkill-Hypothese). Weiter sammelten sie Beeren, Nüsse und Wildreis. Entlang der Küsten fingen sie Fische und Meeressäuger. Zwischen 13.000 und 9.000 v. Chr. wich das Eis zurück und hinterließ zahlreiche Seen und Flüsse, die sich zur Fischerei und als Handelswege anboten.

### Kulturelle Entwicklung

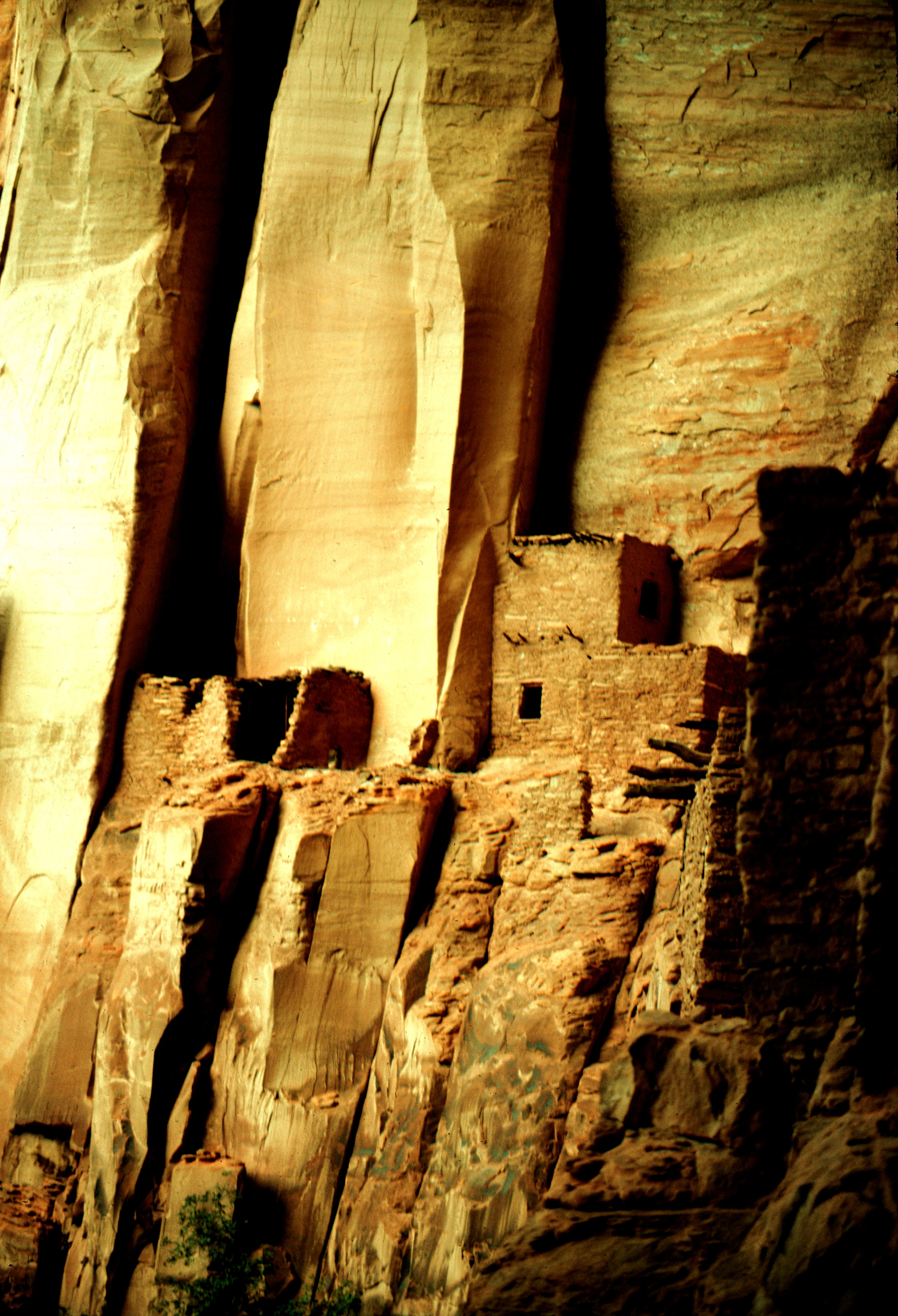
Anasazi-Pueblo in Arizona

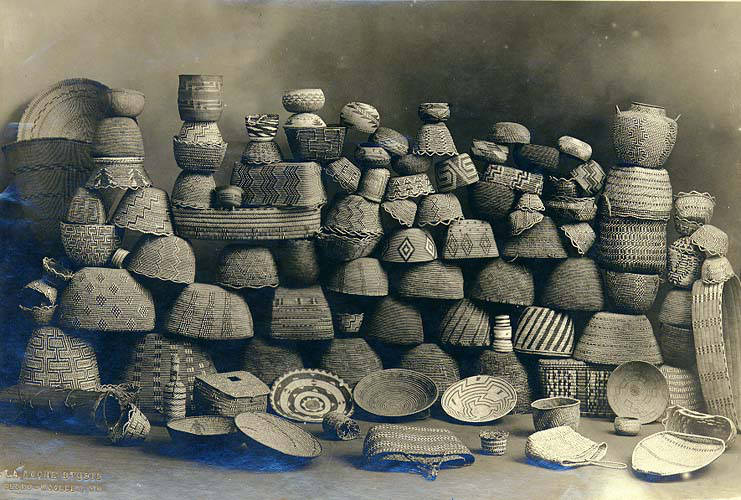
Flechtkörbe in Sedro-Woolley, um 1920

Die Geschichte der Indianer in Nordamerika wird in Epochen oder Perioden und diese in einzelne Kulturen eingeteilt. Die erste Periode ist die der Paläo-Indianer bis etwa 8000 v. Chr., auf sie folgt die Archaische Periode.
Ab etwa 1000 v. Chr. teilt sich die Entwicklung regional auf, im Südosten und Osten Nordamerikas beginnt die Woodland-Periode bis etwa zum Jahr 1000 oder weiter im Norden 1200, als sie von der Mississippi-Kultur insbesondere im American bottom, dem Kerngebiet um den Mississippi River in den heutigen Bundesstaaten Missouri, Illinois und Kentucky, abgelöst wurde. Weiter nördlich an den Großen Seen entstand gleichzeitig die Kultur der Oneota. Beide Kulturen bestanden etwa bis zum Eintreffen der ersten Europäer und dem Beginn der historischen Zeit. Der kulturelle Wandel durch die eindringenden Europäer, der Bevölkerungszusammenbruch durch eingeschleppte Krankheiten und die systematische Verdrängung der Ureinwohner nach Westen schufen erst die Indianer-Völker, denen die Weißen bei ihrem Vordringen in das Innere des Kontinents begegneten und die das Bild der Indianer bis heute prägen.
Im Westen und insbesondere den Wüstenregionen des Südwestens ist nach dem Ende der Archaischen Periode eine klare Abgrenzung von Epochen nicht möglich, hier gehen Kulturen regional und zeitlich sehr unterschiedlich ineinander über oder lösen sich mit teilweise beträchtlichen Siedlungsunterbrechungen ab.
Die erste großflächig verbreitete Indianerkultur in Nordamerika war die Clovis-Kultur, benannt nach einer Fundstätte in New Mexico und gekennzeichnet durch ihre charakteristischen Projektilspitzen. Die Clovis-Menschen lebten etwa 11.600 v. Chr. bis 10.700 v. Chr. und waren Jäger der eiszeitlich geprägten Megafauna aus Mammut und anderem Großwild. Klimatische Effekte und vermutlich auch der Jagddruck ließen die meisten Großsäuger aussterben, der Bison blieb als größtes Wildtier erhalten. Die folgende Folsom-Kultur (ca. 10.700 v. Chr. bis 8.500 v. Chr.) erstreckte sich von den Großen Seen über die Prärie bis in den Südwesten der Vereinigten Staaten und war durch weiterentwickelte Projektilspitzen an die Jagd auf Bisons angepasst.
In der weiteren Folge der Klimaveränderungen am Ende der Eiszeit wurde ab etwa 5000 v. Chr. von Süden her in immer größeren Gebieten Ackerbau möglich, so dass in den folgenden Jahrtausenden etliche Indianervölker vom nomadischen Jäger- und Sammlertum zum sesshaften Ackerbau übergingen. Die dazu erforderlichen Kenntnisse wurden teilweise aus Mesoamerika übernommen. Besonders im Südosten der heutigen Vereinigten Staaten schufen indianische Völker Hochkulturen.
Eine Besonderheit in der nordamerikanischen Kulturgeschichte stellen die Mound-Builder-Kulturen (Adena und Hopewell) dar. Sie dauerten etwa von 1000 v. Chr. bis etwa 500 n. Chr. und schufen riesige Erdhügel (Mounds), die aus kleinen Begräbnisstätten hervorgingen und später im Laufe der Differenzierung der Gesellschaften und der Ausbildung von Herrschaftsformen zu Repräsentationszwecken dienten. Die Mound-Builder-Kulturen gingen in die Mississippi-Kultur über, die hochstehende Gesellschaftsformen hervorbrachte.
Aus Vermischung der Cochise- mit der Mogollon-Kultur entstanden etwa um 100 n. Chr. im Südwesten der Vereinigten Staaten die Anasazi mit ihren Lehmbauten an oder zwischen Felswänden. Vermutlich löste eine Dürreperiode ab etwa 1150 n. Chr. eine Völkerwanderung aus und Gruppen der Nun-Kultur (Vorfahren der Paiute und Ute) sowie Gruppen der Fremont-Kultur (Vorfahren der Diné, Apachen und Yuma) drängten in das Gebiet der Anasazi. Die Anasazi-Kultur ging in die Pueblo-Kultur über.
In den trockenen Prärien der Great Plains waren vor der Verbreitung des erst mit den Spaniern eintreffenden Pferdes nur die Flusstäler dauerhaft besiedelt. Die Überschwemmungsbereiche boten gute Bedingungen für den Ackerbau. Im Einzugsgebiet des Mississippi und Missouri Rivers sind schon vor dem europäischen Kontakt die Pawnee, Arikara und Mandan beziehungsweise Vorgänger nachweisbar.

### Kolonialgeschichte
Nach der ersten Reise von Christoph Kolumbus im Jahre 1492 nach Amerika wanderten immer mehr Europäer nach Amerika ein. Allein zwischen 1620 und 1770, also bis knapp vor der amerikanischen Unabhängigkeit, stieg die weiße Bevölkerung in den Vereinigten Staaten von 2.000 auf über 2,2 Millionen an. Dies führte zu Landstreitigkeiten zwischen Weißen und Indianern und zu einer starken Wandlung der indianischen Kulturen.
Die europäischen Kolonialmächte verhielten sich den indianischen Völkern gegenüber unterschiedlich. Dies wird am Beispiel der französischen und englischen Kolonialpolitik deutlich. Die Franzosen begegneten den befreundeten Indianern mit Geschenken und mit Handel, die Engländer versuchten ihren Einfluss in Nordamerika dank Verträgen mit indianischen Völkern auszuweiten. Beide Mächte zögerten nicht, gegen feindliche Indianer in den Krieg zu ziehen, wenn sie ihre Ausdehnung von indianischen Völkern behindert sahen.
Mit den ersten europäischen Kolonisten zogen christliche Missionare unterschiedlicher Glaubensrichtungen nach Amerika. Sie setzten ihren Glauben oft mit Gewalt durch. Indianer mussten ihren traditionellen Glauben zu Gunsten des Christentums aufgeben. Da Religion und Kultur untrennbar miteinander verbunden sind, hatte dies tiefe Eingriffe in die indianischen Kulturen zur Folge und trug zur Zerstörung dieser Kulturen bei.

#### Pelzhandel
Der Pelzhandel zwischen Weißen und Indianern nimmt eine wichtige Rolle in der amerikanischen Kolonialgeschichte ein. Die Einwanderer hatten großen Bedarf an Pelzen für den heimischen Markt und Fernhandel. Besonders Biberhaar war für Kopfbedeckungen sehr begehrt. Die weißen Händler tauschten Biberpelze, Otterfelle und andere Pelzarten bei den Indianern ein oder kauften sie weißen Fallenstellern (Trapper) ab. Oft stießen die Fallensteller in bisher für die Einwanderer unbekanntes Gebiet vor und trugen so erheblich zur Erkundung Amerikas bei. Die Weißen waren an Handelskoalitionen mit indianischen Stämmen nicht nur aus ökonomischen, sondern auch aus politischen Gründen interessiert, brauchten sie doch diese Allianzen im Kampf um die koloniale Vormachtstellung in Amerika. Für die Indianer brachte der Pelzhandel erhebliche Änderungen der Machtverteilung mit sich. Wer sich eine gute Position im Pelzhandel sichern, und damit europäische Güter wie zum Beispiel Feuerwaffen einhandeln konnte, war klar im Vorteil. Der Pelzhandel brach im 19. Jahrhundert zusammen. Gründe waren die Ausrottung der Pelztiere an vielen Orten Nordamerikas und die Änderung der Hutmode in Europa.

#### Neue Waffen

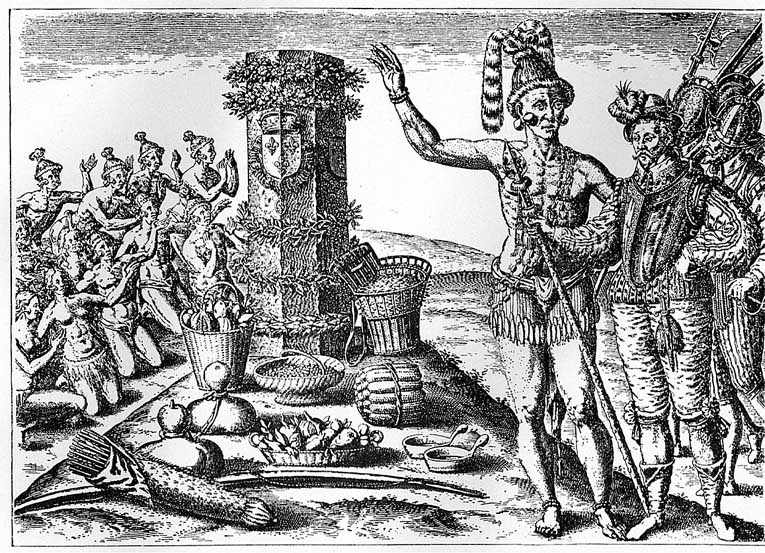
Tauschhandel mit Indianern, Kupferstich, 17. Jahrhundert

Die europäischen Einwanderer brachten nach 1492 verschiedene Kulturgüter mit sich, die das Leben der Indianer nachhaltig veränderten. Die Anwendung von Metallspitzen auf Speeren und Pfeilen führte zu ersten Kräfteverschiebungen unter den indianischen Nationen. Früher hatten sie Steinspitzen aus Granit oder anderen harten Steinen gefertigt. Regelrechte Völkerwanderungen wurden jedoch durch die ungleichmäßige Einführung von Feuerwaffen entlang der nordamerikanischen Ostküste und von der Hudson Bay aus ausgelöst. Stämme, die zuerst Feuerwaffen erhielten, konnten benachbarte Stämme oft völlig aus ihren angestammten Gebieten vertreiben, was zu regelrechten Domino-Effekten führte. Später berühmt gewordene Stämme wie die Lakota oder die Cheyenne waren ursprünglich sesshafte Bewohner des östlichen Waldlandes, bevor mit Feuerwaffen ausgestattete Nachbarn sie verdrängten. Solange Vorderlader verwendet wurden, hatten Feuerwaffen vor allem einen psychologischen Vorteil und eine größere Reichweite als Pfeil und Bogen, waren jedoch Pfeil und Bogen in puncto Feuergeschwindigkeit stark unterlegen.
Noch 1866 erlangten größtenteils mit Pfeil und Bogen bewaffnete Lakota und Cheyenne entscheidende Siege gegen US-Truppen. Bereits im Folgejahr, als die US-Armee mit Repetiergewehren ausgestattet war, änderte sich dies schlagartig. Dem rücksichtslosen Einsatz von industriellen Tötungsmitteln wie Gebirgshaubitzen, Hotchkiss-Schnellfeuerkanonen, die 100 Schuss pro Minute abfeuerten, sowie Gatling-Kanonen, einer frühen Form des Maschinengewehrs, hatten die Indianer nichts entgegenzusetzen.

#### Pferde

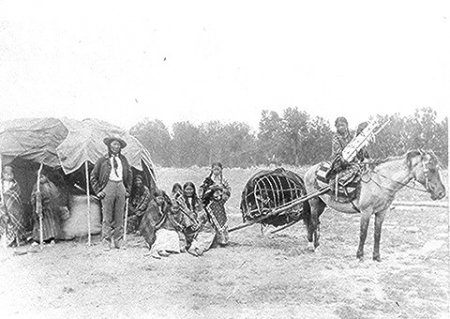
Travois der Cheyenne, 1890

Die frühen spanischen Einwanderer führten Pferde mit sich, die sich ab dem 16. Jahrhundert rasch im Südwesten und in den Great Plains Nordamerikas verbreiteten und von vielen Indianervölkern dieser Regionen in ihre Kultur integriert wurden. Besonders für die nomadischen Völker der Great Plains wurden die Pferde zu einem zentralen Gut (Sacred Dogs). Indianervölker im Osten, mittleren Westen und im Süden Nordamerikas integrierten Pferde dagegen erst sehr spät in ihre Kultur. Der Historiker S. C. Gwynne weist darauf hin, dass die Indianervölker dieser Regionen in kriegerischen Auseinandersetzungen nie beritten und europäischen Siedlern östlich des Mississippis noch in der ersten Hälfte des 19. Jahrhunderts eine befremdliche Vorstellung waren.
Westliche Indianervölker, die Pferde in ihre Kultur integrierten, konnten ihre Travois und damit auch ihre Tipis erheblich vergrößern, waren mobiler und konnten sich in Gegenden ausbreiten, die früher unbewohnbar waren. So wurde ein großer Teil der Plains, das karge Grasland, erst nach Einführung des Pferdes besiedelt. Diese machten auch die vorher sehr mühsame Jagd auf die dort lebenden Bisons wesentlich einfacher. Ehemals kleine und schwache Stämme wie die Comanche, Lakota oder Cheyenne wurden zu erheblichen Machtfaktoren in den Plains. Gwynne bezeichnet insbesondere den Machtzugewinn der Comanchen zwischen ca. 1625 und 1750 als eine der größten sozialen und militärischen Transformationen der Geschichte. Ursprünglich von anderen, kulturell weiter entwickelten Indianervölkern an den östlichen Rand der Rocky Mountains im Gebiet des heutigen Wyomings zurückgedrängt, gelang es den Comanchen, diese nach der Integration des Pferdes in ihre Kultur entweder in ihrer Zahl und Bedeutung weitgehend zu reduzieren (Kansa, Omaha, Missouri) oder wie die Apachen, Utes und Osages zum Rückzug zu zwingen.

#### Bevölkerungszusammenbruch nach dem Kontakt mit Weißen
Die Bevölkerungszahlen der Indianer Nordamerikas vor dem europäischen Kontakt können nur aus nordamerikanischen archäologischen Daten sowie Annahmen zur ökologischen Tragfähigkeit abgeschätzt werden. Als Bezugsjahr vor dem Kontakt gilt dabei zumeist das Jahr 1500. Die vorgelegten Zahlen variieren erheblich zwischen 2,4 und rund 18 Millionen Menschen. Jüngere archäologische Forschungen erlauben, diese Zahlen genauer einzugrenzen und sie laufen dabei am untersten Rand früherer Schätzungen zusammen.
Der Zusammenbruch der indianischen Bevölkerung nach dem Kontakt mit Weißen wird in der Literatur einhellig als entsetzlich beschrieben, Folgen waren der Verlust an kulturellen Traditionen und Lebensweisen, neue politische Verbindungen, großflächige und umgreifende Bevölkerungsverschiebungen sowie schließlich der Verlust des Landes. Der entscheidende Faktor waren neue Infektionskrankheiten, gegen die die indianischen Völker keine Resistenzen aufwiesen. Die hohen Bevölkerungsschätzungen sind nur erklärbar, wenn Krankheiten den vorrückenden Weißen schon im 16. Jahrhundert weit vorauseilten und den Kontinent entvölkerten, bevor europäischstämmige Chronisten den ersten Kontakt mit den jeweiligen Bevölkerungsgruppen hatten und die Verluste registrierten. Die niedrigeren Schätzungen sind konsistent mit der Annahme, dass große Bevölkerungsverluste erst im 17. Jahrhundert und später stattfanden und trotz lokaler Ereignisse, bei denen Krankheiten zwischen Völkern außerhalb des Kontaktbereiches mit den Weißen verbreitet wurden, ein im Wesentlichen irregulärer Prozess der Krankheitsausbreitung stattfand. Benachbarte Völker im jeweiligen Kontaktbereich mit den vorrückenden Weißen erlitten ganz unterschiedliche Schicksale, es gab schnelle Zusammenbrüche, einzelne Erholungsphasen und weitere, neue Krankheitswellen. Dieses Bild deckt sich mit den Ergebnissen der archäologischen Forschung. Für großflächige Zusammenbrüche nach 1500, aber weit vor dem lokalen Eintreffen der ersten Weißen, gibt es hingegen keine archäologischen Belege.
Die Annahme, dass in den Eastern Woodlands rund 40 % aller Indianer Nordamerikas, also der heutigen Contiguous United States, Kanadas und der nördlichsten Anteile Mexikos, die unter dem Einfluss der Kulturen des Südwestens der Vereinigten Staaten und nicht Mesoamerikas standen, lebten, ist wohl belegt. Daher kann man aus archäologischen Analysen der östlichen Waldländer unter Berücksichtigung von ökologischen Aspekten und lokalen Sonderfaktoren eine Schätzung von zwischen 2,8 und 5,7 Millionen Menschen für Nordamerika im Jahr 1500 ableiten. Die großen Kulturen am mittleren Mississippi River, im Tal des Ohio Rivers und im mittleren Tal des Illinois Rivers waren schon spätestens um 1400 zusammengebrochen. Als Ursache gelten Bevölkerungswanderungen, Kriege und klimatische Veränderungen um den Beginn der kleinen Eiszeit.

#### Indianerpolitik
Die Indianerpolitik der Vereinigten Staaten und Kanadas war gezeichnet vom Wunsch der weißen Siedler nach Land und der folglichen Unterwerfung der Indianer. Im Jahre 1763, noch vor der Gründung der Vereinigten Staaten von Amerika, entstand durch eine königliche Proklamation des britischen Königs Georg III. erstmals ein separates Indianerterritorium, das die Indianer im Wesentlichen von den europäischen Auswanderern trennte. Das Gesetz trennte das Land entlang der Wasserscheide der Appalachen: Der westliche Teil wurde den Indianern zugeschrieben, der östliche den Weißen. Der Indian Removal Act von 1830 autorisierte den amerikanischen Präsidenten, die östlich des Mississippi lebenden Indianer nach Westen umzusiedeln, notfalls mit Gewalt. 1834 wurde Oklahoma offiziell zum Indianer-Territorium deklariert. In den Jahren 1838–1839 kamen bei der Umsiedlung der Cherokee vom Gebiet des Ohio Rivers nach Oklahoma von 10.000 Cherokee rund 4.000 ums Leben. Insgesamt wurden rund 50.000 Indianer unterschiedlichster Stämme des Ostens nach Oklahoma deportiert. Dies führte zu Konflikten mit den traditionell dort ansässigen Indianerstämmen.

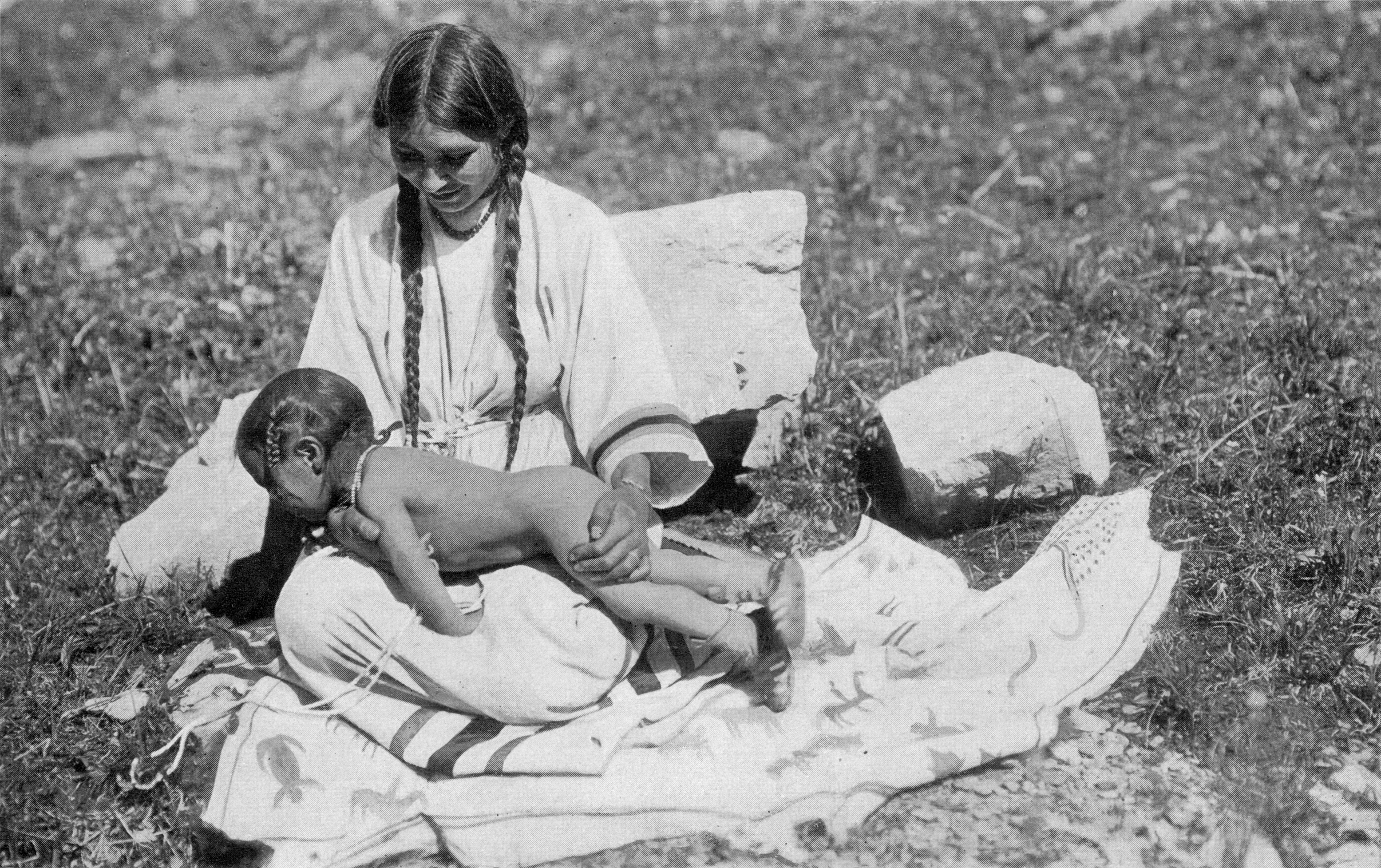
Mutter eines Prärievolkes mit Kleinkind, 1917

Ende des 19. Jahrhunderts hatten die europäischen Einwanderer sämtliche Indianer unterworfen. Hierbei spielten verschiedene Faktoren eine Rolle und wurden unterschiedliche Mittel eingesetzt: Indianerkriege, Umsiedlung, übermäßig viele weiße Siedler, eingeschleppte Krankheiten, gebrochene Verträge und gezielte Ausrottung der Bisons als Lebensgrundlage vieler Indianer. Das Massaker von Wounded Knee im Jahre 1890 markiert den endgültigen Sieg über die Indianer; seitdem lebten sie in Reservaten und waren von den Lebensmittelrationen der Weißen abhängig. Mit dem Reservatsland blieben den Indianern diejenigen Gebiete, welche die Weißen zuletzt für sich beanspruchten, meist unwirtliche Flächen. Dies stand im Widerspruch zur Absicht sowohl Kanadas als auch der USA, die Indianer in den Reservaten zu Ackerbauern umzubilden. Die Indianer konnten aufgrund ihrer nunmehr sehr kleinen Ländereien und da das Wild sehr stark dezimiert wurde, nicht mehr als Jäger und Sammler leben, wie es zum Beispiel die Indianer der Plains vor der Reservatszeit getan hatten.
Auch nach der Unterwerfung der Indianer versuchten die Vereinigten Staaten, das sogenannte „Indianerproblem“ zu beseitigen, unter anderem weil die Lebensmittelrationen Geld kosteten. Ziel war die Auslöschung der kulturellen Eigenheiten aller Stämme (Ethnozid) und die Assimilation in die moderne Welt. Den Erwachsenen wurden willkürlich Arbeiten aufgezwungen und die Kinder wurden von ihren Eltern getrennt und auf Internatsschulen gebracht. Da die traditionellen Religionen eine zentrale Rolle für den Zusammenhalt indianischer Kulturen spielten, wurden religiöse Zeremonien (insbesondere der Sonnentanz) 1883 unter Androhung von Strafverfolgung verboten. Verschiedene Versuche repressiver Gesetzgebung wie der General Allotment Act, der Indian Reorganization Act und die Termination scheiterten jedoch nacheinander. Mit dem Indian Self Determination Act von 1968 erhielten die Indianer einen Teil ihrer Rechte wieder zurück. Ihr Leben ist jedoch nach wie vor geprägt von Rassendiskriminierung und Armut.
Kanada verabschiedete 1876 mit dem Indian Act ein Gesetz, das die kanadischen Indianer künftig als Mündel der Regierung behandeln ließ. Als solche können sie nicht über sich selbst entscheiden, sind jedoch von jeglichen Steuern befreit. Bereits zu Beginn des 20. Jahrhunderts senkte das kanadische Department of Indian Affairs (Amt für Indianerangelegenheiten) die vertraglich zugesicherten Lebensmittelrationen für Indianer.
Bis in die 1970er Jahre wurden indianische Kinder – in Kanada wie in den Vereinigten Staaten – früh aus ihren Familien gerissen und in meist kirchliche Internate gesteckt. Dort durften sie nicht ihre Stammessprache sprechen und mussten das Christentum annehmen. Später kamen seelische und körperliche Misshandlungen an die Öffentlichkeit. Junge indianische Frauen wurden teilweise unter Zwang sterilisiert.
In der zweiten Hälfte des 20. Jahrhunderts gelangten die Indianer zu einigen Rechten. So erhielten sie 1960 in Kanada das Wahlrecht auf Bundesebene. 1982 verabschiedete das kanadische Parlament einen Verfassungsartikel, in dem es die traditionellen Rechte der Indianer wie auch die in staatlichen Verträgen festgelegten Rechte anerkannte. Mehrere indianische Gruppierungen errangen anschließend dank dieses Artikels vor Gericht Siege.

#### Die Mission und ihre Folgen
Die Mission spielte in der Geschichte der nordamerikanischen Indianer – so wie bei allen kolonialisierten Völkern – eine wichtige Rolle, da der christliche Missionsbefehl von den Kolonialmächten gern als Rechtfertigung für ihre Landnahme angeführt wurde. Den Missionaren wird dabei vor allem Paternalismus (Bevormundung, Ergreifung geistiger „Herrschaft“) und Ethnozid (Unterwanderung und Auslöschung der spirituellen Grundlage traditioneller Kulturen) vorgeworfen. Die ersten Missionsversuche waren allerdings nahezu alle erfolglos, da den Indianern der Gedanke einer Universalreligion und einer Bekehrung fremd war. Erst erhebliche Probleme, die den Erfahrungsschatz der Menschen sprengte – wie Alkoholismus, neue Seuchen oder ein drastischer sozialer Wandel durch den Kontakt mit den Eroberern – eröffneten dem Christentum Chancen. Der Erfolg hing dann sehr vom persönlichen Geschick, dem kulturellen Einfühlungsvermögen und der Integrationsbereitschaft des jeweiligen Missionars ab. Vielfach bedienten sich die Kirchenleute indigener Prediger und Katecheten als Helfer. Diese Praxis hatte zur Folge, dass die christliche Botschaft zum Teil stark verfälscht bzw. an die Gedankenwelt der heidnischen Menschen angepasst wurde (ein bekanntes Beispiel ist der Lakota Black Elk).
Die christliche Mission hat diverse religiöse Formen hervorgebracht, die von einer kompletten Christianisierung mit der Integrierung einiger traditioneller Bräuche (Beispiele: Mi'kmaq, Iñupiat) über mehr oder weniger christlich beeinflusste Stammesreligionen (Beispiele: Dogrib, Apachen) oder „Doppel-Religiosität“ (auch Kompartmentalisierung, Beispiele: Pueblo-Kulturen, Oklahoma-Creek, James Bay Cree) bis hin zu „indianische Formen des Christentums“ (→ Indian Shaker Church, Native American Church, Langhaus-Religion) reichen.

### Wahrnehmung in Europa

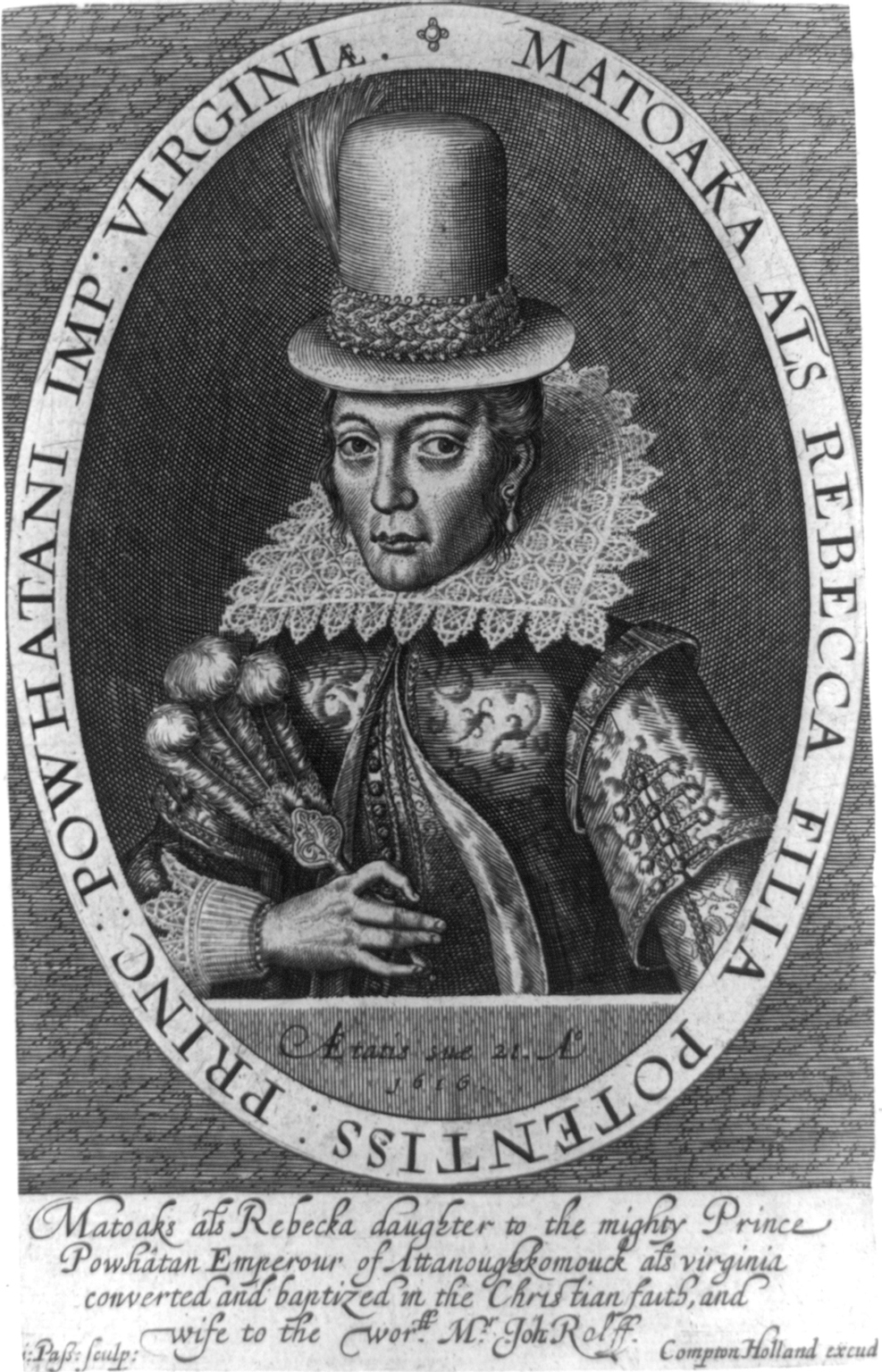
Pocahontas auf einem Kupferstich, 1616

In Europa wurden die nordamerikanischen Indianer zu Beginn der Kolonialisierung Amerikas als „Wilde“, „Barbaren“ und „Heiden“ angesehen, die den Europäern klar unterlegen seien. Tatsächlich waren die Europäer den Indianern militärisch und technologisch überlegen. Außerdem fühlten sie sich verpflichtet, die Indianer zu christianisieren. Dieses Bild rührte sowohl von frühen Berichten europäischer Seefahrer her, aber auch von freiwilligen oder erzwungenen Besuchen der Indianer in Europa. Als erste kehrte die Mannschaft von Gaspar Corte-Real um 1500 mit 50 Beothuk-Gefangenen aus dem Gebiet des heutigen Kanada nach Portugal zurück. Etwa zur selben Zeit brachte Sebastian Cabot die ersten nordamerikanischen Indianer als Attraktionen an die englischen Höfe und Jacques Cartier 1534 die ersten an die französischen Höfe. Eine besondere Rolle nahm dabei die Häuptlingstochter Pocahontas ein, die 1619 von John Rolfe nach England geführt und als „Indianer-Prinzessin“ herumgereicht wurde.
Gegen Ende des 18. Jahrhunderts wandelte sich das europäische Bild der Indianer ins Gegenteil. Die Indianer wurden nicht mehr abschätzig als „Wilde“ bezeichnet, sondern zunehmend romantisierend als „Edle Wilde“. Eigenschaften, welche die Indianer von den Europäern unterschieden, wurden nun nicht mehr negativ, sondern positiv interpretiert. So sahen die Europäer die Indianer nicht mehr als primitiv, faul und kindlich unvernünftig an, sondern als anspruchslos, ruhig und unschuldig.
Vom 19. Jahrhundert bis in die erste Hälfte des 20. Jahrhunderts herrschte dieses romantisierende Bild in der europäischen Literatur vor, zum Beispiel in den Romanen von Karl May und Fritz Steuben. Gegen Ende des 20. Jahrhunderts begann sich allmählich ein differenzierteres Bild durchzusetzen.

## Indianischer Widerstand

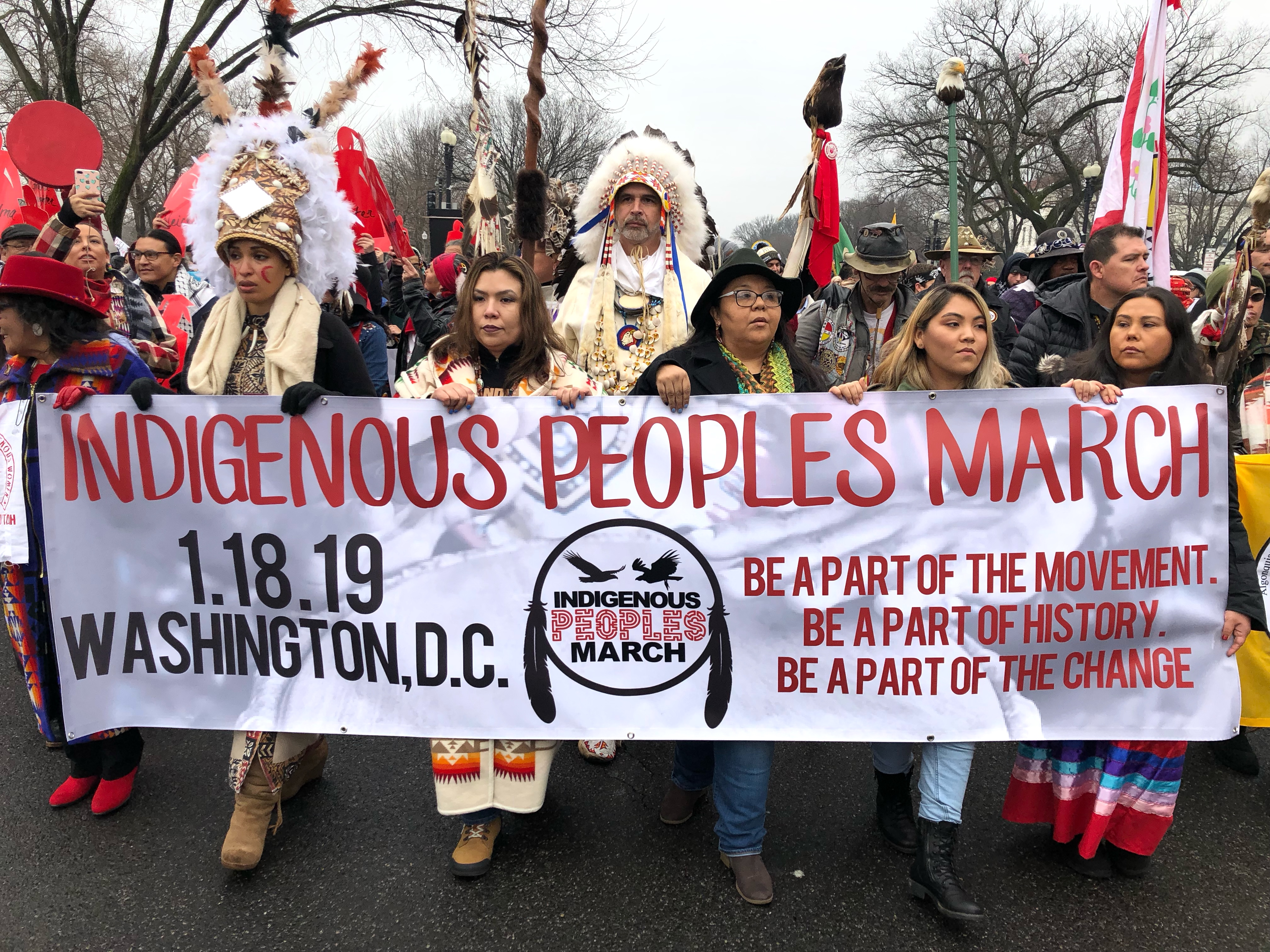
Indigene demonstrieren in Washington, D.C., 2019

1944 gründeten Indianer verschiedener Indianervölker den National Congress of American Indians (NCAI), der als erste und einzige panindianische Widerstandsorganisation gilt. Bereits früher waren indianische Organisationen entstanden, die allerdings nicht bei allen Stämmen Unterstützung fanden. Der NCAI wurde zum Zwecke des besseren Schutzes der indianischen Rechte gegründet. Er verstand es als seine Aufgabe, in der amerikanischen Bevölkerung Öffentlichkeitsarbeit zum besseren Verständnis der indianischen Kultur und Situation zu leisten und sich für die Bewahrung der traditionellen kulturellen Werte einzusetzen. Der NCAI setzte sich für das Ende der Termination und für das Erstarken der Stammesregierungen ein. Bereits Ende des Zweiten Weltkrieges hatte der NCAI Mitglieder aus beinahe allen Stämmen in seinen Reihen.
Mit den Jahren stieg die Unzufriedenheit insbesondere unter den jüngeren Mitgliedern. Viele Indianer waren enttäuscht über das langsame Vorgehen des Kongresses. So spalteten sich 1961 der „Nationale indianische Jugendrat“ (National Indian Youth Council – NIYC), der sich für den indianischen Nationalismus starkmachte, und 1968 die „Amerikanische Indianerbewegung“ (American Indian Movement – AIM) ab. Letztere in den Städten entstandene Bewegung sorgte Ende der 1960er und Anfang der 1970er Jahre mit ihren zum Teil recht militanten Aktionen für Schlagzeilen. 1969 besetzten AIM-Mitglieder zusammen mit Indianern verschiedener Stämme die verlassene vor San Francisco liegende ehemalige Gefängnisinsel Alcatraz, um dort ein Zentrum für indianische Kultur sowie ein Museum einzurichten. Nach 19 Monaten brachen die Indianer ihre Besetzung ab. 1971 nahmen AIM-Mitglieder einen Teil des in den heiligen Bergen der Lakota, den Black Hills, liegenden Mount Rushmore National Memorial in Besitz, um gegen die zahlreichen gebrochenen Verträge zu protestieren. Ein Jahr später zogen sie mit Mitgliedern anderer Indianerorganisationen, wie dem NIYC, im Trail of Broken Treaties nach Washington D.C. und besetzten dort für sechs Tage das Verwaltungsgebäude des Bureau of Indian Affairs (BIA). 1973 fand die wohl bedeutendste Aktion statt: AIM-Mitglieder besetzten zusammen mit Sympathisanten die in dem Pine-Ridge-Reservat (South Dakota) gelegene Ortschaft Wounded Knee. Diese war und ist für die dort lebenden Lakota von geschichtsträchtiger Bedeutung. Rund 200 bewaffnete Indianer protestierten so gegen die korrupte Stammesregierung unter Richard Wilson. Die Besetzung dauerte 71 Tage.
Der NCAI seinerseits betrieb seinen friedlichen Protest durch Reden, Pamphlete, aber auch durch Unterstützung lokaler Projekte und durch das Erarbeiten von Studienprogrammen weiter. Er gewann kontinuierlich an Einfluss. Vereinte er 1970 rund 2.000 Mitglieder, so waren es 1978 bereits 3.000, die 154 Stämme vertraten.
Nach der Besetzung von Wounded Knee verlagerte sich der Protest der Indigenen. Viele wendeten sich von militanten Maßnahmen ab und widmeten sich stattdessen juristischen Möglichkeiten. 1974 gründeten über 5.000 Vertreter von 98 indianischen Ethnien den „Internationalen Indianischen Vertragsrat“ (International Indian Treaty Council – IITC), die heute wohl bedeutendste Widerstandsorganisation der Indianer. Ihr Ziel ist es, die Traditionen der Indianer zu bewahren und deren Selbstbestimmungsrecht zu erlangen. Noch im selben Jahr reisten Vertreter des IITC in die Schweiz, um die Gründung einer Menschenrechtsorganisation im Gastgeberland der UNO anzuregen. So entstand die Organisation Incomindios Schweiz, die indigenen Vertretern unter anderem ermöglicht, jährlich während einer Woche in Genf an der UNO ihre Probleme zu schildern und ihre Forderungen zu stellen.
Weitere Konflikte seit dem ausgehenden 20. Jahrhundert:
- 1968–1990: Kampf der Western Shoshone um Landrechte und die Folgen der Atombombentests in der Nähe der Nevada National Security Site in Nevada
- 1973–1975 und 1985–1991: Widerstand der Cree gegen die Baie-James-Staudämme, die die Jagd und Fallenstellerei im Norden Québecs bedrohten
- 1977–2006: Kampf gegen Grundwasserabsenkung durch Kohletagebau auf der Black Mesa sowie Zwangsumsiedlung von Hopi und Navajo in Süd-Arizona
- 1984–2005: Proteste der Innu gegen Tiefflüge der NATO in Labrador, die erheblich negative Einflüsse auf die Natur hatten und damit die traditionellen Lebensgrundlagen bedrohten
- 1990: Oka-Krise, eine bewaffnete Blockade zwischen den Mohawk und der Gemeinde Oka (Québec)
- 1990–1991: Widerstand der St'at'imc gegen Ressourcen-Raubbau mit einer 100-tägigen Blockade im Süden British-Columbias
- 1990–1992: Widerstand gegen Dammbau auf heiligem Land der Piegan-Blackfoot am Oldman River in Süd-Alberta
- 1995: Gustafsen Lake Standoff, bewaffneter Landrechtskonflikt der Shuswap mit einer einmonatigen Belagerung im Süden British-Columbias
- 1999–2001: Konfrontationen um Fischereirechte der Mi'kmaq in New Brunswick
- 2001–2010: Widerstand der Secwepemc gegen das Sun Peaks Ski-Resort sowie die Austragung der Olympischen Winterspiele 2010 auf traditionellem Indianerland

## Heutige Situation

### Fortwährende Konflikte
Auch im 21. Jahrhundert kämpfen einige indianische Gruppen um ihre Rechte (von Norden nach Süden):
- Gwich'in aus Alaska: Widerstand gegen Ölförderung im Arctic National Wildlife Refuge und gegen die Folgen des Klimawandels
- Lubicon Cree der Athabasca-Region: Einrichtung einer Reservation sowie Erhaltung der Umwelt bezüglich der Öl-Industrie
- Innu aus Québec und Labrador: Konflikt: Traditionelle Jagdkultur und Bergbau
- Kanada: Ungeklärte Gewalttaten gegen indigene Frauen in hunderten Fällen
- Anishinabe aus Nordwest-Ontario: Grassy-Narrows-Blockade gegen die Abholzung traditionellen Landes
- Anishinabe aus Wisconsin: Rassistische Übergriffe wegen traditioneller Fischereirechte
- Irokesen aus Süd-Ontario: Caledonia-Landbesetzung, Konflikt um Landrechte
- Western-Shoshone aus Zentral-Nevada: Kampf um Landrechte, Ressourcen-Ausbeutung und die nukleare Verseuchung des Yucca Mountain
- San-Carlos-Apachen aus Südost-Arizona: Widerstand gegen ein Radioteleskop des Vatikans auf dem heiligen Mount Graham
- seit 2016: Protest gegen die Dakota Acces Erdölpipeline der Standing Rock Sioux, die im Verbund mit über 100 anderen Stämmen und Naturschutzorganisationen ein dauerhaftes Protestcamp mit rund 3000 Bewohnern errichteten

### Vereinigte Staaten

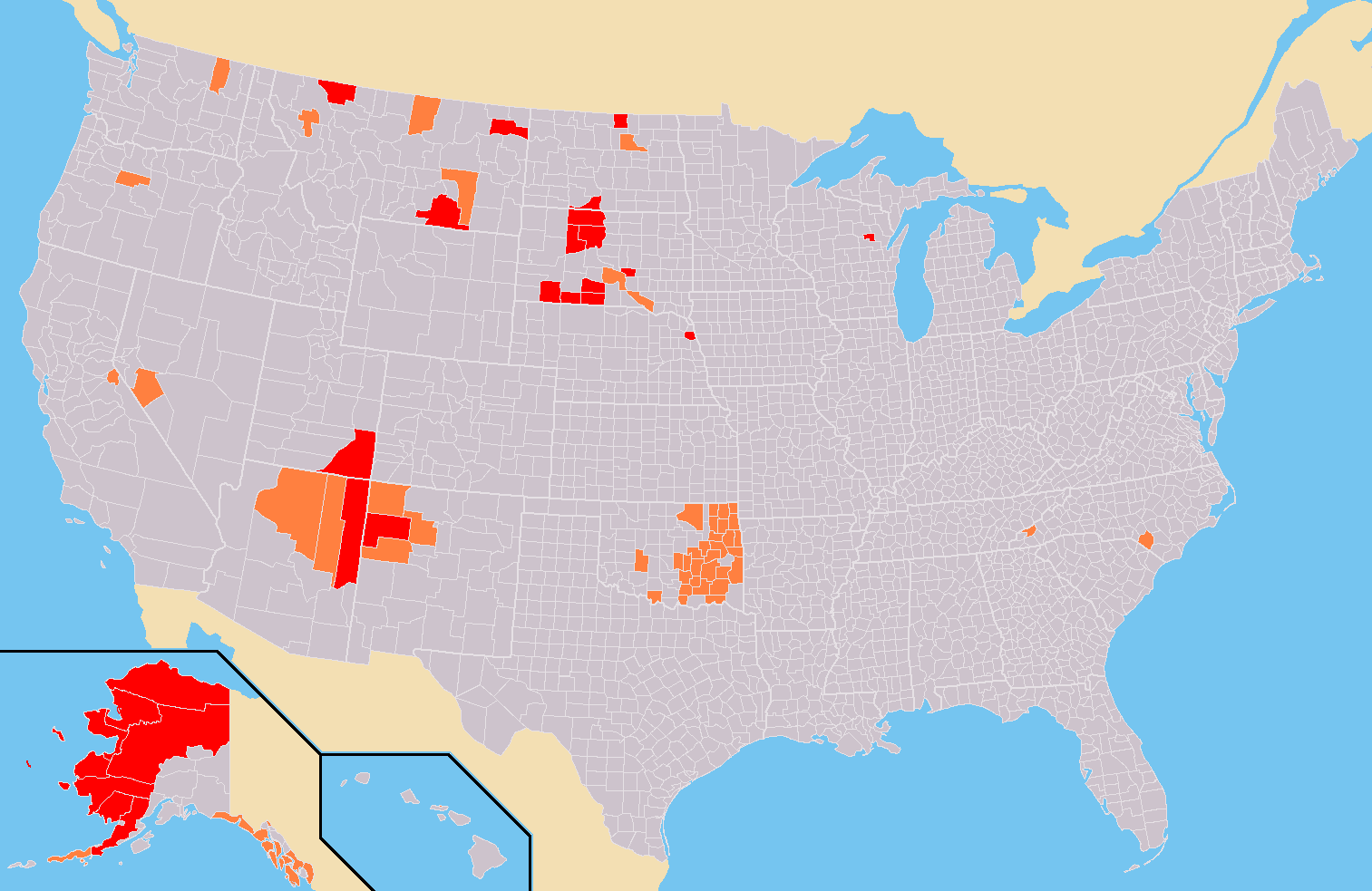
Gebiete in den Vereinigten Staaten mit mehrheitlich indigener Bevölkerung:
absolute Mehrheit
relative Mehrheit

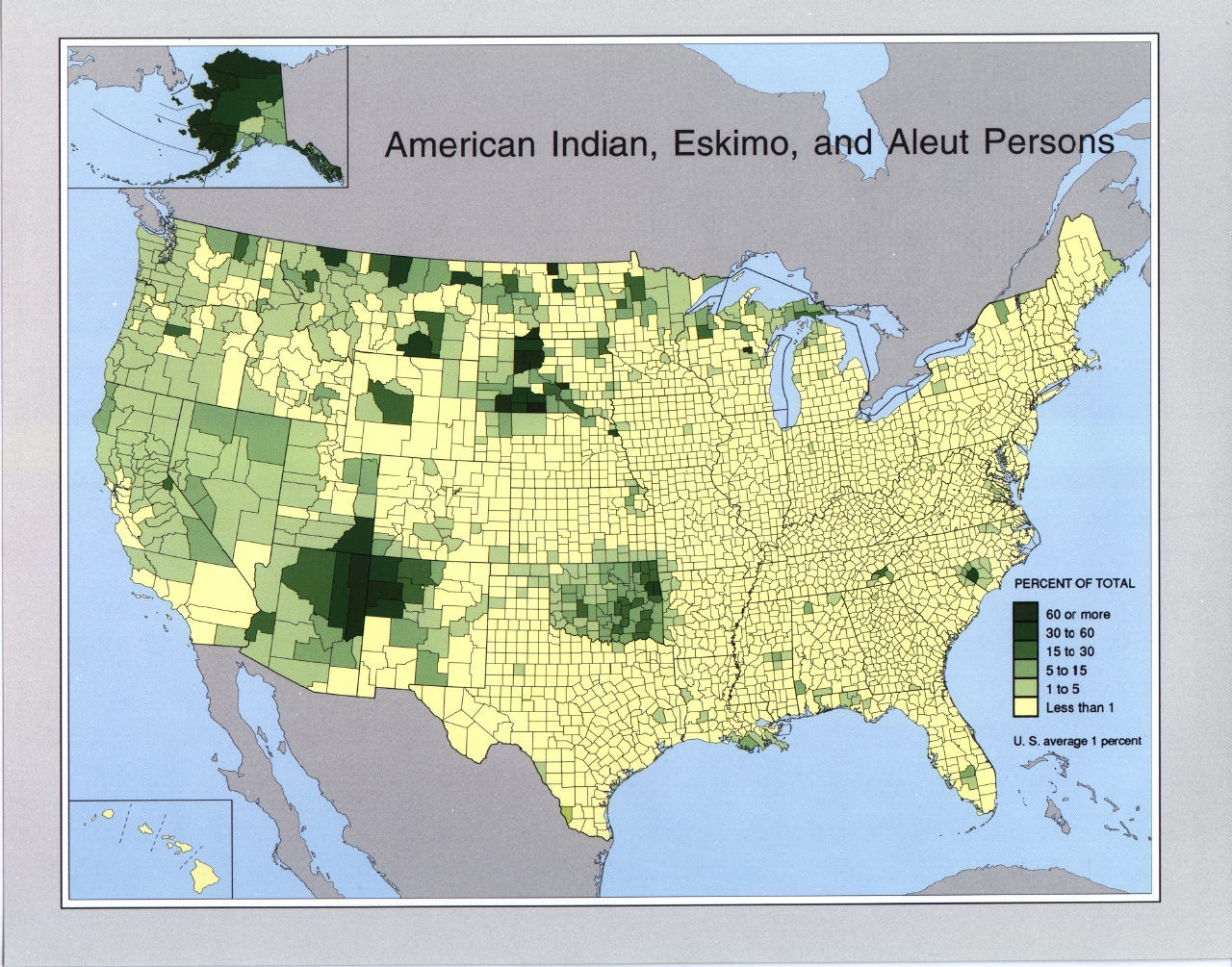
Verbreitung der Indigenen in den Vereinigten Staaten um 1990

Die Indianerpolitik der Vereinigten Staaten war bis zur Mitte der 1970er Jahre stark auf kulturelle Anpassung und Eingliederung ausgerichtet. Später wurden die rechtlichen Kompetenzen der Reservate und Stammesgemeinschaften jedoch sukzessive ausgeweitet und durch soziale Rahmenverträge, zuletzt den Native American Housing and Self Determination Act (NAHASDA) von 1996, ergänzt.
Heute wird den 561 Stammesregierungen („Tribal Governments“) innerhalb ihres Territoriums weitgehende rechtliche Souveränität zugestanden. Sie dürfen sowohl in zivilrechtlicher wie auch in strafrechtlicher Hinsicht Gesetze und Bestimmungen erlassen, Konzessionen erteilen oder Menschen aus ihrem Hoheitsgebiet ausweisen. Stammesrecht wird, vergleichbar mit dem Recht der US-Bundesstaaten, nur durch Bundesrecht gebrochen.
Für die Verwaltung von 225.000 km² Stammesland (Reservatsgebiet) ist eine Bundesbehörde, das Bureau of Indian Affairs zuständig, die das Land anerkannten Stammesgemeinschaften zur Treuhand überlässt. Eine bedeutende Einnahmequelle der Reservate sind neben Tourismus und Handwerk vor allem die bundesstaatlich anerkannten Glücksspiellizenzen, die Menschen aus den nahegelegenen Großstädten in großen Scharen in die Kasinos der Indianerreservate ziehen.
Die Zahl der anerkannten Indianer wächst schnell; der Anteil der in Städten lebenden Indianer noch schneller.
| Jahr | indianische Bevölkerung | davon in Städten | in Prozent |
| ---- | ----------------------- | ---------------- | ---------- |
| 1940 | 334.000                 | 27.000           | 8          |
| 1950 | 343.000                 | 56.000           | 16         |
| 1960 | 524.000                 | 146.000          | 28         |
| 1970 | 792.000                 | 356.000          | 45         |
| 1980 | 1.354.000               | 700.000          | 52         |

Heute haben acht von zehn Personen mit indianischer Abstammung auch nicht-indianische Vorfahren und Ausgrenzungen und Benachteiligungen gehören weitgehend der Vergangenheit an.
Obwohl sich ihre Lage während der letzten Jahrzehnte erheblich verbessert hat, leben viele von ihnen nach wie vor in bescheidenen Verhältnissen, besonders in den Großstädten. Laut Statistik leiden sie noch immer stärker als die weißen Amerikaner unter Alkoholismus, Herzproblemen, Diabetes und anderen physischen und psychischen Problemen, die oft mit geringer Bildung einhergehen und wohl eine Folge der sozialen und kulturellen Entwurzelung vergangener Jahrzehnte darstellen.
Vor allem kleine, teilweise um staatliche Anerkennung ringende Stämme kritisieren die mit der Glücksspielindustrie der großen Reservate einhergehenden Ungerechtigkeiten innerhalb der amerikanischen Indianerpolitik.
Bei der Volkszählung 2000 gaben 2,47 Millionen Menschen an, Indianer oder Indigene Alaskas zu sein – dies sind 26 % mehr als 1990. Weitere 1,6 Millionen gaben an, teilweise indianischer Abstammung zu sein. Die US-Indianer besitzen rund 230.000 km² Land, zumeist in Reservaten. Diese Zahl ist aufgrund von Landstreitigkeiten umstritten. 85 % der Indianer leben außerhalb von Reservaten, meist in Städten. Die Stadt mit den meisten indianischen Einwohnern ist New York City, hier leben 87.000 Indianer. Gemäß der Zensus-Schätzung von 2003 lebt ein Drittel aller US-Indianer in den drei Bundesstaaten Kalifornien, Arizona und Oklahoma.
Die bevölkerungsreichsten Stämme der Vereinigten Staaten sind (Zensus 2000; es sind nur Indianer gezählt, die sich ausschließlich zu einem einzigen Stamm zugehörig erklärten):
| Stamm         | Bevölkerungszahl |
| Cherokee      | 281.069          |
| Diné (Navajo) | 269.202          |
| Sioux         | 108.272          |
| Anishinabe    | 105.907          |
| Choctaw       | 87.349           |
| Pueblo        | 59.533           |
| Apachen       | 57.060           |
| Lumbee        | 51.913           |
| Irokesen      | 45.212           |
| Muskogee      | 20.223           |

Allerdings definiert jeder Stamm seine Mitglieder unterschiedlich. Mitglieder des Diné-Volkes beispielsweise müssen mindestens von einem Diné-Großvater oder einer Diné-Großmutter abstammen. Die Cherokee handhaben ihre Mitgliedschaft wesentlich einfacher. Um als Cherokee zu gelten, muss man belegen können, dass ein Vorfahre auf der Dawes-Liste geführt ist. Die Dawes-Liste entstand von 1898 bis 1914 und registrierte alle Indianer der fünf zivilisierten Nationen.
Im Jahre 2000 waren acht von zehn US-Amerikanern mit indianischen Vorfahren Halbblute.
Etliche kleinere Stämme kämpfen um ihre Anerkennung als solche. Um als Indianer-Stamm anerkannt zu werden, müssen die Antragsteller ihre indianische Herkunft über viele Generationen nachweisen. Dies ist oft schwierig bis unmöglich. Im Bundesstaat Virginia beispielsweise wurden Anfang des 20. Jahrhunderts alle Nicht-Weißen als Farbige deklariert, auch die Indianer. In South Carolina erhielten am 17. Februar 2005 die Pee Dee und die Waccamaw die staatliche Anerkennung. Manche Stämme sind nur von dem Bundesstaat, in dem sie leben, anerkannt, die meisten von der Bundesregierung. So waren 2007 595 indianische Gemeinschaften von der Bundesregierung anerkannt, dazu kommen rund 70 Gruppen, die von Einzelstaaten anerkannt wurden. 

#### Ethnische Gruppen
Im Jahr 2000 ermittelte die US-Zensusbehörde folgende Zahlen
| Stammesgruppe                                                | Indianer und Alaska Natives allein | Indianer und Alaska Natives allein | Indianer und Alaska Natives in Verbindung mit einer oder zwei anderen ethn. Gruppen | Indianer und Alaska Natives in Verbindung mit einer oder zwei anderen ethn. Gruppen | Indianer und Alaska Natives allein oder in anderer Kombination |
| Stammesgruppe                                                | eine Stammesgruppe                 | mehr als eine Stammesgruppe        | eine Stammesgruppe                                                                  | mehr als eine Stammesgruppe                                                         |                                                                |
| ------------------------------------------------------------ | ---------------------------------- | ---------------------------------- | ----------------------------------------------------------------------------------- | ----------------------------------------------------------------------------------- | -------------------------------------------------------------- |
| Gesamt                                                       | 2.423.531                          | 52.425                             | 1.585.396                                                                           | 57.949                                                                              | 4.119.301                                                      |
| Apachen                                                      | 57.060                             | 7.917                              | 24.947                                                                              | 6.909                                                                               | 96.833                                                         |
| Blackfoot                                                    | 27.104                             | 4.358                              | 41.389                                                                              | 12.899                                                                              | 85.750                                                         |
| Cherokee                                                     | 281.069                            | 18.793                             | 390.902                                                                             | 38.769                                                                              | 729.533                                                        |
| Cheyenne                                                     | 11.191                             | 1.365                              | 4.655                                                                               | 993                                                                                 | 18.204                                                         |
| Chickasaw                                                    | 20.887                             | 3.014                              | 12.025                                                                              | 2.425                                                                               | 38.351                                                         |
| Chippewa                                                     | 105.907                            | 2.730                              | 38.635                                                                              | 2.397                                                                               | 149.669                                                        |
| Choctaw                                                      | 87.349                             | 9.552                              | 50.123                                                                              | 11.750                                                                              | 158.774                                                        |
| Colville                                                     | 7.833                              | 193                                | 1.308                                                                               | 59                                                                                  | 9.393                                                          |
| Comanche                                                     | 10.120                             | 1.568                              | 6.120                                                                               | 1.568                                                                               | 19.376                                                         |
| Cree                                                         | 2.488                              | 724                                | 3.577                                                                               | 945                                                                                 | 7.734                                                          |
| Creek                                                        | 40.223                             | 5.495                              | 21.652                                                                              | 3.940                                                                               | 71.310                                                         |
| Crow                                                         | 9.117                              | 574                                | 2.812                                                                               | 891                                                                                 | 13.394                                                         |
| Delaware                                                     | 8.304                              | 602                                | 6.866                                                                               | 569                                                                                 | 16.341                                                         |
| Houma                                                        | 6.798                              | 79                                 | 1.794                                                                               | 42                                                                                  | 8.713                                                          |
| Irokesen                                                     | 45.212                             | 2.318                              | 29.763                                                                              | 3.529                                                                               | 80.822                                                         |
| Kiowa                                                        | 8.559                              | 1.130                              | 2.119                                                                               | 434                                                                                 | 12.242                                                         |
| Lateinamerikan. Indianer                                     | 104.354                            | 1.850                              | 73.042                                                                              | 1.694                                                                               | 180.940                                                        |
| Lumbee                                                       | 51.913                             | 642                                | 4.934                                                                               | 379                                                                                 | 57.868                                                         |
| Menominee                                                    | 7.883                              | 258                                | 1.551                                                                               | 148                                                                                 | 9.840                                                          |
| Navajo                                                       | 269.202                            | 6.789                              | 19.491                                                                              | 2.715                                                                               | 298.197                                                        |
| Osage                                                        | 7.658                              | 1.354                              | 5.491                                                                               | 1.394                                                                               | 15.897                                                         |
| Ottawa                                                       | 6.432                              | 623                                | 3.174                                                                               | 448                                                                                 | 10.677                                                         |
| Paiute                                                       | 9.705                              | 1.163                              | 2.315                                                                               | 349                                                                                 | 13.532                                                         |
| Pima                                                         | 8.519                              | 999                                | 1.741                                                                               | 234                                                                                 | 11.493                                                         |
| Potawatomi                                                   | 15.817                             | 592                                | 8.602                                                                               | 584                                                                                 | 25.595                                                         |
| Pueblo                                                       | 59.533                             | 3.527                              | 9.943                                                                               | 1.082                                                                               | 74.085                                                         |
| Küsten-Salish                                                | 11.034                             | 226                                | 3.212                                                                               | 159                                                                                 | 14.631                                                         |
| Seminolen                                                    | 12.431                             | 2.982                              | 9.505                                                                               | 2.513                                                                               | 27.431                                                         |
| Shoshone                                                     | 7.739                              | 714                                | 3.039                                                                               | 534                                                                                 | 12.026                                                         |
| Sioux                                                        | 108.272                            | 4.794                              | 35.179                                                                              | 5.115                                                                               | 153.360                                                        |
| Tohono O’odham                                               | 17.466                             | 714                                | 1.748                                                                               | 159                                                                                 | 20.087                                                         |
| Ute                                                          | 7.309                              | 715                                | 1.944                                                                               | 417                                                                                 | 10.385                                                         |
| Yakama                                                       | 8.481                              | 561                                | 1.619                                                                               | 190                                                                                 | 10.851                                                         |
| Yaqui                                                        | 15.224                             | 1.245                              | 5.184                                                                               | 759                                                                                 | 22.412                                                         |
| Yuman                                                        | 7.295                              | 526                                | 1.051                                                                               | 104                                                                                 | 8.976                                                          |
| andere                                                       | 240.521                            | 9.468                              | 100.346                                                                             | 7.323                                                                               | 357.658                                                        |
| nicht spezifizierte Indianer                                 | 109.644                            | 57                                 | 86.173                                                                              | 28                                                                                  | 195.902                                                        |
| Alaska Athabascan                                            | 14.520                             | 815                                | 3.218                                                                               | 285                                                                                 | 18.838                                                         |
| Aleuten                                                      | 11.941                             | 832                                | 3.850                                                                               | 355                                                                                 | 16.978                                                         |
| Eskimos                                                      | 45.919                             | 1.418                              | 6.919                                                                               | 505                                                                                 | 54.761                                                         |
| Tlingit-Haida                                                | 14.825                             | 1.059                              | 6.047                                                                               | 434                                                                                 | 22.365                                                         |
| andere Alaska Native tribes                                  | 2.552                              | 435                                | 841                                                                                 | 145                                                                                 | 3.973                                                          |
| nicht spezifizierte Alaska Native tribes                     | 6.161                              | 370                                | 2.053                                                                               | 118                                                                                 | 8.702                                                          |
| nicht näher spezifizierte Indianer oder Alaska Native tribes | 511.960                            | (X)                                | 544.497                                                                             | (X)                                                                                 | 1.056.457                                                      |

#### Entschädigungen
1897 wurden Fonds eingerichtet, in die Erlöse aus der wirtschaftlichen Nutzung oder Ausbeutung (Rohstoffe) von Indianergebieten flossen.
Im Jahr 2009 sprach die US-Regierung unter Präsident Obama rund 300.000 Indianern Entschädigungen von rund 3,4 Milliarden Dollar zu. Dabei ging es um eine 1996 eingereichte Sammelklage, die der Regierung vorwarf, sie habe die Indianer um Milliarden-Zahlungen aus Treuhänderfonds geprellt.
Im April 2012 kündigte die US-Regierung an, die Ureinwohner des Landes mit rund einer Milliarde Dollar (zu dieser Zeit etwa 780 Millionen Euro) zu entschädigen. Das Geld kommt 41 Indianerstämmen zugute.
Vorausgegangen war ein fast zwei Jahre dauernder Rechtsstreit. Die Ureinwohner hatten der Regierung Misswirtschaft bei der Verwaltung von Stammesgeldern und der Einnahmen aus der Nutzung ihrer Gebiete vorgeworfen, etwa aus dem Öl- und Gasgeschäft oder den Weiderechten.
Die Klagen reichen zum Teil mehr als 100 Jahre zurück. In anderen Fällen wird noch verhandelt.
Mit dem Vergleich seien historische Rechtsstreitigkeiten fair und ehrenhaft gelöst worden, sagte Justizminister Eric Holder. Eine gemeinsame Erklärung von Justiz- und Innenministerium spricht von einem Meilenstein in der Verbesserung der Beziehungen zu den Ureinwohnern.

#### Leben in Reservaten

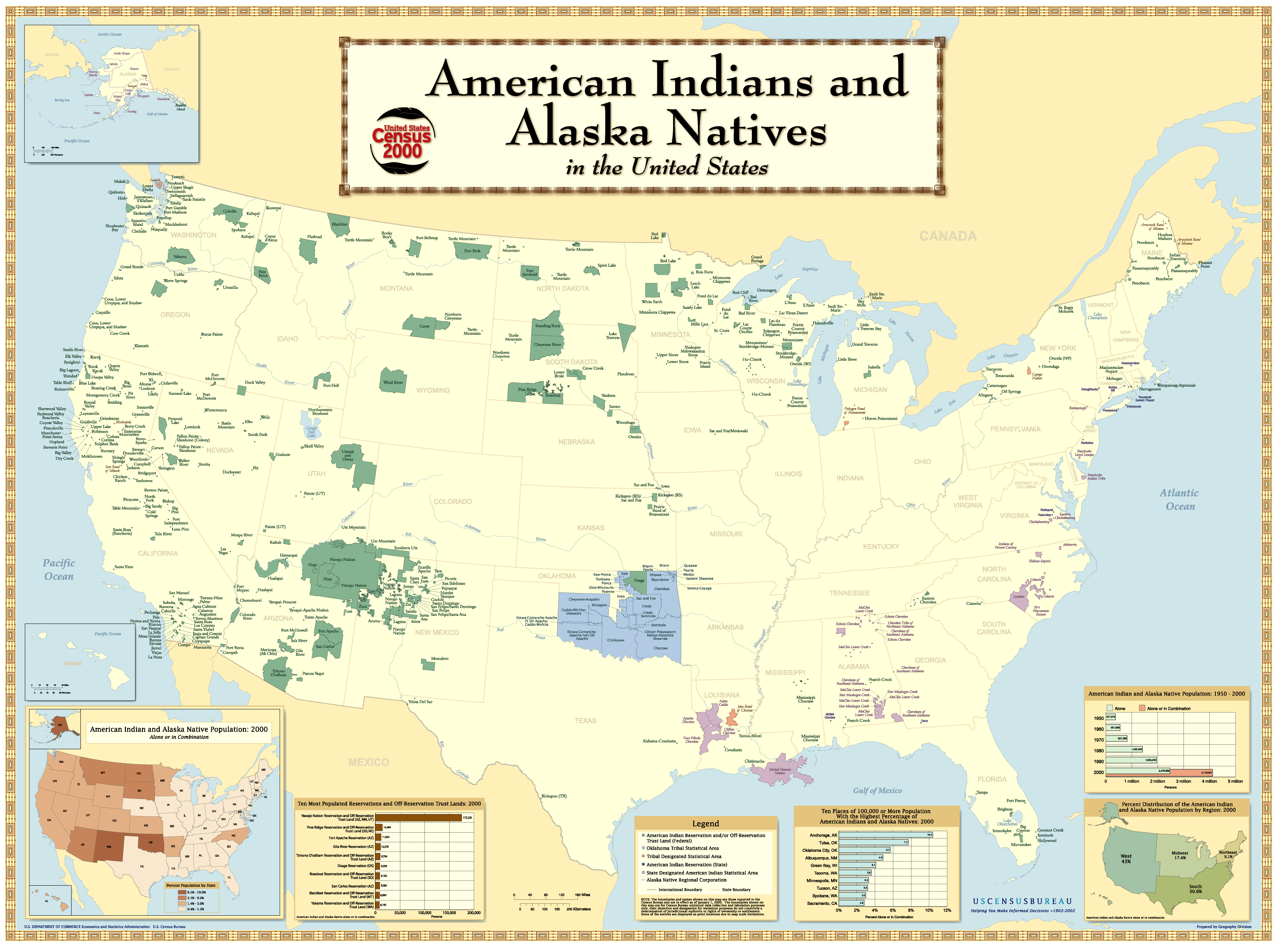
Indianerreservate in den Vereinigten Staaten

Das Leben in US-Reservaten (Reservations) ist von Armut geprägt. Die Arbeitslosigkeit ist hoch, das Gesundheitswesen schlecht und der Alkoholismus weit verbreitet. In jüngster Vergangenheit verbesserte sich die Situation in jenen Reservaten erheblich, die mit eigenen Kasinos Millionenbeträge einspielten. Andere Stämme lehnen Kasinos mit dem Argument ab, diese würden ihre Kultur zerstören.
Zwischen 1990 und 2000 stieg das Einkommen der Reservatsbewohner um 30 %, während das der übrigen Bevölkerung um 10 % stieg. Das durchschnittliche Haushaltseinkommen stieg sogar um 35 bis 40 % (4 %), die Zahl von Kindern unter der Armutsgrenze sank von 50 auf 40 % (18 bzw. 17). Dazu kam ein deutlicher Anstieg in der Zahl der Arbeitsplätze in den Reservaten, zu erheblichen Teilen in vom jeweiligen Stamm geführten Unternehmen.
In Kanada wohnten 1996 400.000 Indianer in Reservaten (Reserves). Bei ihnen lag die Arbeitslosigkeit bei 28,7 %; bei der kanadischen Gesamtbevölkerung lag sie dagegen bei 10,1 %. Rund zwei Drittel der kanadischen Reservate befinden sich in abgelegenem Gebiet, beinahe ohne Arbeitsmöglichkeiten sowohl innerhalb der Reservate als auch in den umliegenden Regionen. Die durchschnittliche Lebenserwartung lag 1996 in den Reservaten um mehr als sechs Jahre niedriger als in Gesamtkanada. Ähnlich sah es bei den Tuberkuloseerkrankungen aus: In den Reservaten kamen im Jahr 2000 34 Tuberkulose-Fälle auf 100.000 Personen, in Kanada lediglich 5. Auch Selbstmorde und Krankheiten im Zusammenhang mit Alkohol- und Drogenkonsum waren häufiger. In vielen Reservaten dürfen keine alkoholischen Getränke verkauft werden.

#### Leben in urbanen Gebieten
Besonders durch die Terminationspolitik nach dem Zweiten Weltkrieg nahm die indianische Bevölkerung in den Städten sprunghaft zu. 1970 lebten 44,6 % aller registrierten Indianer in Städten, um 1990 waren es bereits 54 %. Die am stärksten bevorzugten Städte waren zum einen Riesenstädte wie Los Angeles mit 30.000 Indianern, San Francisco mit 20.000 und Chicago mit 8.000, zum anderen kleinere Städte in der Nähe der Reservate wie zum Beispiel Tulsa, Oklahoma City, Phoenix, Tucson, Albuquerque, Seattle, Minneapolis und Buffalo.
Die von den Vereinigten Staaten staatlich geförderte Umsiedlung in Städte hatte offiziell den Zweck, die Arbeitslosenquote in den Reservaten zu verringern. Dieses Ziel wurde nicht annähernd erreicht. Abgenommen hat dafür die Arbeitslosenquote der indianischen Bevölkerung in den Städten. Zwischen 1950 und 1970 sank sie von 15,1 auf 9,4 %. Dies ging mit einer Verbesserung der Ausbildung einher. Gegenüber den Reservaten lag das Lohnniveau in den Städten höher. Dieser Unterschied vergrößerte sich im Laufe der Jahre weiter. 1949 lag das mittlere Einkommen der Reservatsindianer bei rund 80 % desjenigen der städtischen Indianer. Zwanzig Jahre später lag dieses Verhältnis bei 57 %. Damit lag das Einkommen der städtischen Indianer ungefähr auf dem Niveau desjenigen der Afroamerikaner. Ebenfalls niedriger als in den Reservaten ist die Sterblichkeitsrate, dies vor allem dank einer besseren gesundheitlichen Versorgung. Stärker jedoch ist der Alkoholkonsum, obwohl dieser in den Reservaten bereits ein großes Problem darstellt. Markant ist auch die geringere Kinderzahl pro Frau in den Städten. Hatte um 1980 eine Frau in den Reservaten durchschnittlich 5,3 Kinder, waren es zur selben Zeit in der Stadt nur 3,7 Kinder.
Nicht alle Indianer kommen mit der weißen Welt gleich gut zurecht. Zu Beginn der Terminationspolitik kehrten rund drei Viertel aller Umsiedler in die Reservate zurück, später nur noch etwa die Hälfte. Für eine Rückkehr sprechen vor allem persönliche und ökonomische Gründe.
Obwohl städtische Indianer wohl ebenso mittellos sind, wie die in Ghettos lebenden Schwarzen, gibt es keine eigentlichen Indianerghettos. Vielmehr leben die Indianer über die ganze Stadt verteilt, wie in Seattle, oder sind in einem Gebiet im Herzen der Stadt angesiedelt, wie dies in Minneapolis der Fall ist. Dort ist das Indianerviertel zwar als Red Ghetto bekannt, ist allerdings nicht mit den schwarzen Ghettos vergleichbar, die meist am Stadtrand liegen. Unabhängig davon, wie die Verteilung der Indianer in den Städten aussieht, den allermeisten städtischen Indianern ist das Wohnen in ärmeren Stadtvierteln gemein. So leben 19 % aller städtischen Indianer in überfüllten Wohnungen, während dieser Anteil bei der gesamten US-Bevölkerung nur bei 7 % liegt.

### Kanada
In Kanada werden die Indianervölker als First Nations bezeichnet. Nicht zu ihnen zählen die Inuit, deren Sprache, das Inuktitut mit 29.000 Sprechern zu den größeren Gruppen zählt. In ihrem Territorium Nunavut gelten Inuktitut und Inuinnaqtun neben Englisch und Französisch als offizielle Sprachen. Auch die Gruppen der Inuvialuit und Métis zählen nicht zu den First Nations. Im Wappen von Neufundland und Labrador werden zwei Beothuk-Indianer als Schildhalter dargestellt.
Der Zensus von 2001 ergab eine Zahl von rund 900.000 kanadischen Indigenen, darunter etwa 600.000 Indianer, 290.000 Métis und 45.000 Inuit. Die kanadischen Indigenen sprechen mehr als 50 Sprachen. Die First Nations verteilen sich auf 612 anerkannte Gruppen, davon allein 190 in British Columbia, dazu viele Gruppen, die nicht anerkannt sind. Am verbreitetsten sind die Sprachen der Anishinabe und Cree, die zusammen von 150.000 Menschen gesprochen werden. Es folgen die Mi'kmaq mit etwa 8.500. In den Nordwest-Territorien gibt es neun offizielle indigene Sprachen: Dene Suline, Cree, Gwich'in, Inuinnaqtun, Inuktitut, Inuvialuktun, Nördliches Slavey, Südliches Slavey und Taicho.
Da der Anteil von Indianern, die einen Hochschulabschluss haben, wesentlich niedriger ist als bei anderen Gruppen der Bevölkerung, richteten sie im Jahre 2000 die First Nations University of Canada in Regina, Saskatchewan ein.

## Traditionelle Kultur

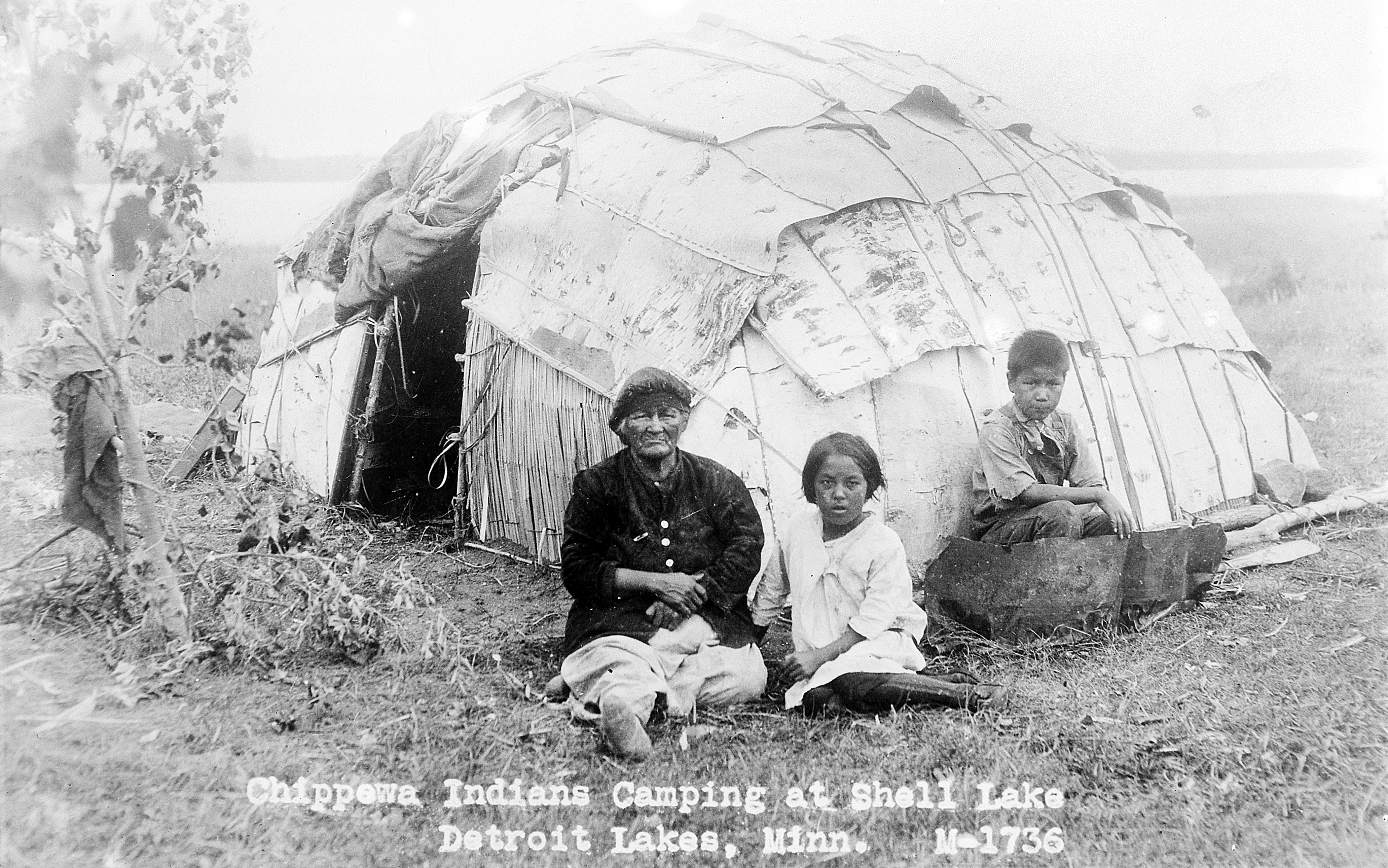
Wigwam der Anishinabe

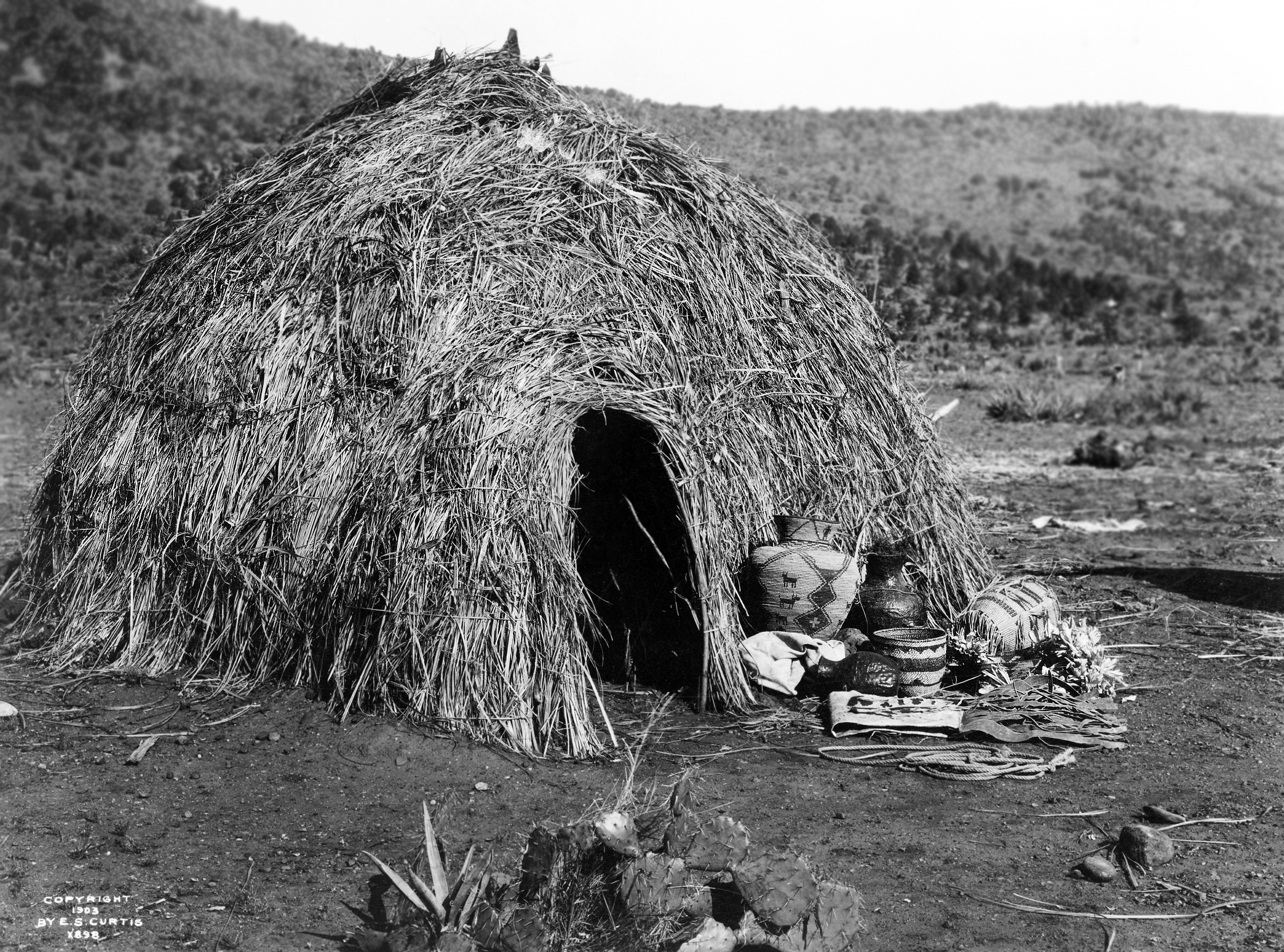
Wickiup der Apachen

Als Christoph Columbus Amerika bereiste, lebten im Gebiet der heutigen Vereinigten Staaten etwa 500 indianische Ethnien mit rund 175 verschiedenen Sprachen. Einige davon lebten als sehr kleine Jäger-und-Sammler-Gruppen, andere als hoch entwickelte landwirtschaftliche Nationen, die sich aber nicht mit der Größe von europäischen Staaten vergleichen lassen. Zu Zeiten ihres Zenits übertraf ihre Größe selten 60.000 Personen. Die meisten Gruppen umfassten nur einige hundert. Im 16. Jahrhundert war die Tendenz zu größeren politischen Einheiten erkennbar. Trotzdem kam es immer wieder zu Aufteilungen. Die jeweilige autoritäre Führungskraft war abhängig vom ihr entgegengebrachten Respekt. Die Mitglieder eines Stammes konnten nicht gezwungen werden zu bleiben. Bei Unstimmigkeiten verließen sie ihre Gruppe, um sich entweder einer anderen Gruppe anzuschließen oder um eine eigene Gruppe zu bilden. Dieses System stärkte das Verantwortungsbewusstsein des Führers gegenüber seinem Volk.
Die meisten nordamerikanischen Indianerstämme hatten ihre klar voneinander abgegrenzten Geschlechterrollen. Die Landwirtschaft und das Sammeln von Beeren und Wurzeln war meist Aufgabe der Frau, während das Jagen und der Krieg zur Rolle des Mannes zählten. Einige Stämme waren matrilinear organisiert, andere patrilinear. Bei vielen Stämmen bekannt und akzeptiert waren die „Two-Spirit-People“, welche in die Rolle des anderen Geschlechtes schlüpften, deren Kleidung trugen und deren Aufgaben erledigten. Zwei-Seelen-Menschen wurden oft überdurchschnittliche geistige Kräfte nachgesagt, waren hoch geachtet und nicht selten als Schamanen tätig.
Einige kulturelle Elemente waren im ganzen Kontinent verbreitet: So glaubten viele Indianer an Tiergeister, an das visionäre Fasten und an den Mythos, dass Amerika auf dem Rücken einer Wasserschildkröte errichtet worden war.

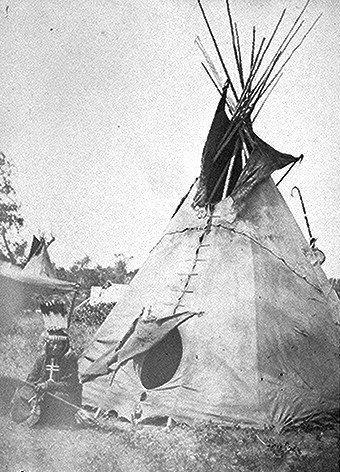
Medizinmann Little Big Mouth vor seinem Tipi in Oklahoma

Bedeutender als die Gemeinsamkeiten sind die kulturellen Unterschiede. Nordamerika wird im Allgemeinen in zehn Kulturareale eingeteilt. Die in der Arktis (Alaska und Grönland) wohnhaften Eskimos und Aleuten lebten in Hütten aus Stein und Holz. Nur auf Reisen bauten sie Iglus. Beinahe das ganze heutige Kanada, bis zum Sankt-Lorenz-Strom, nahm die Subarktis ein. Die dort lebenden Athapasken und Algonkin ernährten sich im Gegensatz zu den Eskimos und Aleuten nicht von Meerestieren, sondern vor allem von Großwild. Die Völker der Nordwestküste sind bekannt für ihre geschnitzten Totempfähle und für die Potlatche, Feste, an denen großzügige Geschenke gemacht wurden. Darüber hinaus entwickelten sie eine Kultur auf Basis der Jagd auf Meeressäuger wie Robben und Wale. Zudem stellten sie als einzige Kleidung und sonstige Stoffe aus Holzfasern her und trieben einen weiträumigen Handel. Weiter südlich an der Pazifikküste, im Kulturareal Kalifornien, aßen die Indianer nebst Wild und Meerestieren auch Wildfrüchte, besonders Eicheln. Sie stellten allerlei Flechtware her. Das Plateau liegt in den Rocky Mountains östlich der südlichen Nordwestküste auf der heutigen Grenze zwischen den Vereinigten Staaten und Kanada. Bei den dortigen Indianern stand der Lachsfang und der Handel mit benachbarten Völkern im Zentrum. Südlich davon, im Großen Becken, mussten die Bewohner mit sehr kargen Bedingungen zurechtkommen. Sie waren Wildbeuter, lebten in kleinen Gruppen und kannten nur wenige Rituale. Noch weiter südlich, im Südwesten, gab es sowohl halbnomadische Sammler und Jäger als auch sesshafte Ackerbauern. Die sesshaften Pueblo-Völker wohnten in Pueblos aus Adobe und konnten dank ausgeklügelter Bewässerungssysteme Mais, Bohnen, Kürbisse und Baumwolle anpflanzen. Außerdem stellten sie Töpferwaren her. Andere Völker wie die Diné wohnten in Hogans oder hinter einfachen Windschirmen. Die Prärien und Plains nahmen das Zentrum der heutigen Vereinigten Staaten ein und reichten bis ins südliche Kanada. Große Teile dieses Grasland-Gebietes waren erst bewohnbar, nachdem die früheren spanischen Kolonisten das Pferd hinterlassen hatten. Die nomadischen Prärieindianer zogen den großen Bisonherden nach und lebten in mobilen Tipis. Der östliche Teil der Vereinigten Staaten teilte sich in das Nordöstliche und Südöstliche Waldland. Hier herrschten teilweise mächtige Nationen. Der Nordosten wurde von weiten Wäldern bestimmt. Neben dem Anbau von Mais, Bohnen und Kürbissen ernteten einige Völker Wildreis. Im Südosten lebten besonders die fünf zivilisierten Nationen in matrilinearen Sippen, die in totemistische Klane organisiert waren. Im Gegensatz zu vielen anderen indianischen Gruppen glaubten sie nicht an Naturgeister, sondern waren Monotheisten.
Die Einteilung in Kulturareale deckt sich nicht mit den Sprachgruppen. So lebten beispielsweise athapaskische Gruppen in der Subarktis wie auch im Südwesten.
Außer den Chroniken einiger Prärievölker, welche das jeweils wichtigste Ereignis eines Jahres mit Symbolen festhielten, und Walam Olum, der mit Bilderschrift auf Baumrinde geschriebenen Stammes-Chronik der Lenni Lenape, kannten die präkolumbischen nordamerikanischen Indianer weder Alphabet noch Schriften. Indianische Überlieferung erfolgte daher hauptsächlich mündlich. Diese mündlichen Berichte sind einerseits von erstaunlicher Genauigkeit und reichen oftmals mehrere Generationen zurück, andererseits ist bei ihrer Deutung der kulturelle Kontext, insbesondere die Vermischung mit mythologischen Vorstellungen, in Rechnung zu stellen.

### Ethnische Religionen

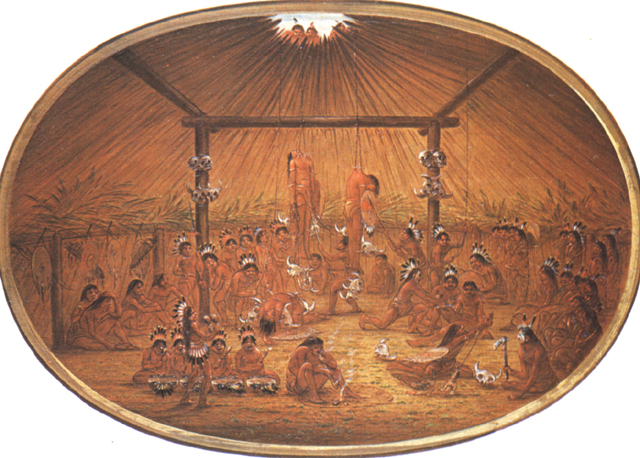
Okipa-Zeremonie der Mandan mit Selbstfolterungen, wie sie auch beim Sonnentanz stattfinden, um so das Mitleid der Geistmächte zu erregen (Gemälde von George Catlin, ca. 1835)

Genauso vielfältig wie die Kulturen Nordamerikas sind auch ihre ethnischen Religionen. Auch innerhalb eines „Volkes“ gab es zumeist zahlreiche Varianten in den einzelnen Untergruppen, wie etwa beim Glauben der Ojibwa oder dem der Eskimovölker. Es gab Stämme, die an eine höchste männliche, und andere, die an eine höchste weibliche Gottheit glaubten, und wieder andere, deren Glaube sich auf vergöttlichte, unsichtbare Naturerscheinungen oder auf übersinnliche Kräfte richtete.
Die Heterogenität hat ihre Ursache zum einen in zeitlicher und räumlicher Isolation der kleinen, weit verstreuten Ethnien auf dem riesigen, in mehreren Einwanderungsschüben besiedelten Doppelkontinent, so dass sich die mündlichen Überlieferungen entsprechend unabhängig voneinander entwickelt haben. Zum anderen sorgte die geographische und klimatische Vielfalt für sehr unterschiedliche ökonomische Grundbedingungen, die wiederum kulturelle und religiöse Unterschiede produzierten. Dies gilt selbst für Untergruppen großer Ethnien, die eine andere Lebensweise annahmen als ihre Verwandten (beispielsweise die Bison jagenden Plains-Ojibwa im Vergleich zu den Wildreis sammelnden Seen-Ojibwa); häufig im Sinne einer Übernahme religiöser Ideen von benachbarten Ethnien im gleichen Kulturareal.
Die ältesten Religionsformen Amerikas stammen von den frühesten Einwanderern aus dem nordöstlichen Asien. Ihre Religion war vermutlich dem heutigen Typ der nordischen Jägerreligionen ähnlich, sie kann aber unmöglich rekonstruiert werden.
Wie die Religionsgeschichte zeigt, kam es bei gleichartigen ökologischen Bedingungen, ähnlichen Technologien und Gesellschaftsstrukturen häufig zu teilweise analogen Entwicklungen: So kann man animistische Religionsformen (bei den Jägern, Sammlern, Fischern und einfachen Feldbauern des gesamten Kontinentes) und ausgeprägte Theokratien mit Priesterstand (wie bei den Pueblovölkern) sowie zudem mit Erdbauten als Kultstätten (in der Mississippi-Kultur und bei den Natchez) unterscheiden. Dazwischen liegen die eher individualistisch zu nennenden Religionsformen der nordamerikanischen Prärie-Indianer. Daraus darf jedoch keinesfalls auf einheitliche Glaubensvorstellungen innerhalb der genannten Formen geschlossen werden! Solche religionsphänomenologischen Abgrenzungen dienen lediglich einer groben Kategorisierung. Faktisch gab es sehr große Unterschiede in der Spiritualität und in den Auffassungen von Geistern oder Göttern und es existierten ebenso Abweichler und Zweifler wie überall auf der Welt. Auch wenn die Wertschätzung aller Lebensformen, die Erhaltung der natürlichen Ordnung und die Erfahrung der Transzendenz bei sogenannten „Naturvölkern“ grundsätzlich ein untrennbarer Bestandteil des Alltags war, gab es durchaus Ethnien (wie etwa die Havasupai-Indianer), deren Leben sehr weltlich ausgerichtet war.
Obwohl es demnach keine einheitliche traditionelle „indianische Religion“ gab, existieren zumindest einige wenige Merkmale, die in ganz Nordamerika weit verbreitet waren:
- Die Idee, dass der Mensch mehrere Seelen habe, galt mit Ausnahme der Pueblovölker praktisch überall. Zumeist glaubte man dabei an eine Freiseele – die den Menschen etwa in Träumen verlassen konnte – und eine Vitalseele – die für die Lebensfunktionen zuständig und körperlich gebunden war. Die Siouxvölker der Prärien nahmen gar vier verschiedene Seelen an. Sehr häufig kam zudem der Glaube an Tierseelen vor, denen zumeist ein anthropomorphes „Aussehen“ zugeschrieben wurde. Pflanzen- und Objektseelen gab es etwas seltener. (Anmerkung: Solche Konzepte dürfen nicht dem Totemismus zugerechnet werden! Religiöser Totemismus – wie beispielsweise der Gedanke der Abstammung einer Sippe von ihrem Totem(tier) – war bei den Indianern sogar äußerst selten, wohingegen das Totem als (eher profanes) Clanabzeichen bei vielen Stämmen vorhanden war.)[22]
- Mit Ausnahme der mesoamerikanischen Hochkulturen kam die Vorstellung menschenähnlicher Hochgötter (und entsprechender Götterbilder oder Idole) in voreuopäischer Zeit nur sehr sporadisch vor.[23] Stattdessen kam bei nahezu allen nordamerikanischen Völkern der Glaube an unsichtbare geheimnisvolle, übernatürliche Kräfte vor,[24] die nicht selten pantheistisch – also etwa identisch mit den von ihnen „bewohnten“ Tieren oder bestimmten Naturerscheinungen – personifiziert wurden[18][19] [vergleiche: Manitu (Algonkin), Wakan (Sioux), Orenda (Irokesen), diyi´ (Apachen), Náwalak (Kwakiutl), Inkoze (Chipewyan), Inua (Eskimo)].
- Der Medizinbeutel – ein Behältnis mit heiligen Gegenständen, der oftmals die Funktion eines Talismanes hatte – wurde bei sehr vielen Stämmen benutzt.
- Der Donnervogel war ein sehr weit verbreitetes mythisches Wesen, das in mehr oder weniger eindeutiger Weise mit den Klimaextremen in Nordamerika in Verbindung gebracht wurde.
- Typisch für Nordamerika war auch die Individualisierung religiöser Ansichten, denn alle Stammesangehörigen standen in einem persönlichen Verhältnis zur übernatürlichen Welt. So gab es in allen Kulturarealen – mit Ausnahme des Südwestens – den Glauben an einen persönlichen Schutzgeist (zumeist in Tiergestalt).[25][26]

In populären und esoterischen Veröffentlichungen sowie von Anhängern der Umweltbewegung wird häufig die Vorstellung einer heiligen Mutter Erde als gemeinindianisch-religiösem Symbol dargestellt (vergleiche die vielzitierte, jedoch fiktive oder zumindest drastisch manipulierte Rede des Häuptlings Seattle). Es handelt sich dabei jedoch um eine recht junge Verallgemeinerung sehr unterschiedlicher Anschauungen, die ursprünglich im 19. Jahrhundert als „strategische Metapher“ von verschiedenen Stämmen in der Kommunikation mit den Eroberern verwendet wurde. Erst später entwickelte sich daraus ein zentrales, wiederum religiös belegtes Symbol der modernen panindianischen Bewegung.
Die ursprünglichen Religionen der Indianer können am leichtesten erfasst werden, wenn man sie in einer historisch-geographischen und ökologischen Perspektive sieht, so wie es beim Modell der nordamerikanischen Kulturareale gemacht wurde (siehe dort jeweils unter „Religionen“).

## Zeitgenössische Kultur

### Panindianismus in Nordamerika
Im Gegensatz zu den europäischen Nationen existierte im historischen Nordamerika eine enorm große Vielfalt heterogener Kulturen. Die Sammelbezeichnung „Indianer“ suggeriert eine Einheitlichkeit, die es so nie gegeben hat. Eurozentrische Vorstellungen wie etwa von Manitu als „dem Gott der Indianer“, stereotype Ausdrücke wie Squaw, Medizinmann oder Totempfahl u. v. m. zeichnen ein völlig falsches Bild.
Bis zum Widerstand gegen die europäischen Eroberer waren stammesübergreifende Bündnisse unter den Indigenen große Ausnahmen. Kulturelle Angleichungsprozesse fanden vor allem dann statt, wenn Gruppen in neue Lebensräume migrierten. Erst die gemeinsamen Erfahrungen mit der weißen Kultur führten im 20. Jahrhundert langsam zu einer gemeinsamen indianischen Identitätsfindung, die heute als Panindianismus (→ Panbewegungen) bezeichnet wird. Vor allem in den Metropolen machten Indianer die Erfahrung, dass sie von der Mehrheitsgesellschaft nicht differenziert als Mitglieder verschiedener Stämme wahrgenommen wurden. Dies führte erstmals zu einem gemeinindianischen Solidaritätsgefühl, das sich nach der Rückkehr dieser Menschen in die Reservationen auch dort zu etablieren begann. Die synkretistische, christlich-traditionelle Peyote-Religion, stammesübergreifende Powwow-Tanzveranstaltungen und Eheschließungen sowie das Wirken einzelner Persönlichkeiten, die für alle Indianer sprechen (etwa Charles Eastman, Vine Deloria junior oder Winona LaDuke), sowie die Umweltbewegung, die die Indianer zu „Hütern der Mutter Erde“ hochstilisierte, förderten diese Entwicklung. Sichtbar wird dies unter anderem in Vermischungen kultureller Elemente in den Powwow-Kostümen, die sich häufig dem Stil der Prärieindianer annähern. Die Indianer selbst bezeichnen diese überregionale, „meta-tribale“ Kultur als „intertribalism“.
Wie bereits im Absatz „Indianischer Widerstand“ beschrieben, resultierten aus dieser Entwicklung auch gemeinsame politische Aktivitäten („Red Power“). Es sollte allerdings nicht erneut der Fehler begangen werden, die Indianer nur noch aus dieser panindianischen Perspektive zu sehen, denn nach wie vor bestimmt vor allem die traditionelle Bindung an die Stämme das Leben und Bewusstsein der Indianer.

### Religion
Das Gros der Indigenen Nordamerikas gehört heute dem Christentum an. Dennoch sind traditionelle Vorstellungen und Rituale der ehemaligen ethnischen Religionen (zum Beispiel der Sonnentanz der Prärieindianer, Medizinbünde der Irokesen, Geisterglaube und Jagdrituale der nördlichen Athabasken, schamanische Praktiken der Anishinabe oder die Kachina-Kulte der Pueblovölker) noch bei vielen Gruppen lebendig – wenngleich oft in reduzierter und veränderter Form. Durch eine kritische Auseinandersetzung mit der Rolle der Missionare löste der Sioux-Autor Vine Deloria jr. mit seinem Buch Custer Died For Your Sins 1969 eine Welle von Reuebekenntnissen der Kirchen aus und ebnete den Weg für massive finanzielle Hilfen an das AIM durch das National Council of Churches (siehe auch: Christliche Mission in Nordamerika). Zu Beginn des 21. Jahrhunderts ist – nicht zuletzt durch die Schriften Delorias – eine Revitalisierung der alten Religionen feststellbar. Interessant ist dabei das Motiv der Mutter Erde, das von den heutigen Indianern als altüberliefertes religiöses Symbol betrachtet wird, obwohl die Personifizierung einer göttlichen Erde nach dem gegenwärtigen Stand der Forschung als gemeinsames Gut aller Indianer erst in den Landrechtskonflikten mit den Weißen entstanden ist.
Die heute bei den nordamerikanischen Indianern am weitesten verbreitete synkretistische Religion ist die Native American Church. Diese basiert auf traditionellen Praktiken verschiedener Stämme, vermischt mit mehr oder weniger christlichen Elementen. Der wichtigste Ritus ist die Peyote-Zeremonie. Die Ausgestaltung der Native American Church ist je nach Region leicht unterschiedlich, je nachdem, welche christliche Glaubensrichtung während der Kolonialisierung vorherrschend war und welche eigenen Stammesbräuche üblich waren. Die „Indianerkirche“ ist heute ein wichtiger Gegenpol zu den negativen Auswirkungen wie Alkoholismus und Kriminalität, welche die Kolonisierung mit sich gebracht hat. Vor allem herrscht jedoch bei den meisten Stämmen ein heterogener Glaubenspluralismus vor, so dass überzeugte Christen, Agnostiker, Anhänger der panindianischen Native American Church oder der Mother Earth-Philosophie neben Traditionalisten zu finden sind.

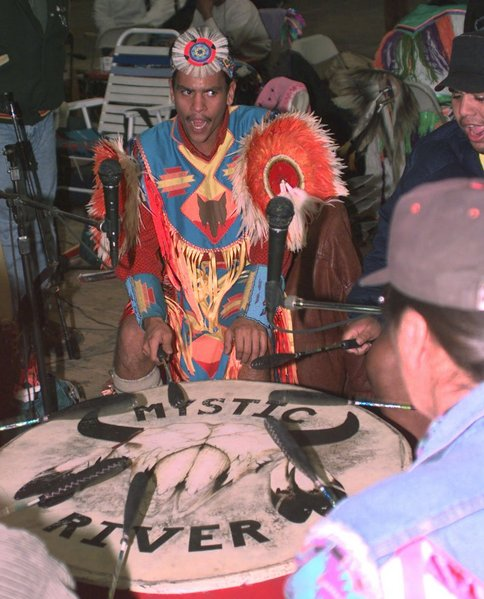
Saponi-Trommler an einem Powwow

### Musik und Kunst
Die Musik der nordamerikanischen Indianer ist üblicherweise monophon. Heute wird sowohl die traditionelle Musik gepflegt, gespielt auf Trommeln und Flöten, wie auch moderne Musikrichtungen wie Country und Pop, meist vermischt mit traditionellen Elementen. Einige indianische Interpreten schafften den Sprung in die amerikanische Öffentlichkeit, so zum Beispiel Robbie Robertson, Rita Coolidge, Buffy Sainte-Marie, John Trudell, Wayne Newton und die Band Redbone.
Die am weitesten verbreiteten musikalischen Anlässe unter den nordamerikanischen Indianern sind die Powwows. Dabei sitzen Trommelgruppen um eine große Trommel und schlagen sie gemeinsam, während sie traditionelle Lieder singen. Zu dieser Musik tanzen Tänzer in farbenfrohen Kleidern.
Die Kunst der Indianer besteht aus Töpfern, Malen, Schmuckherstellen, Weben, Schnitzen und Korbflechten.

## Sprachgruppen
Die nordamerikanischen Ureinwohner sprechen eine Vielzahl von indigenen Sprachen, zu deren wissenschaftlicher Einteilung und Abgrenzung bislang keine Einigkeit besteht.
Eine Sonderrolle spielen die Métis, Nachfahren vorwiegend französischer Einwanderer und indigener Frauen, die in Kanada als indigenes Volk anerkannt sind. Sie sprechen zum Teil Französisch, zum Teil Michif, eine dem Cree verwandte Sprache.

### Indigene Literatur
- Jeannette C. Armstrong: SLASH. Roman über die Red-Power-Bewegung. Unrast Verlag. ISBN 3-928300-56-3
- Brigitte Georgi-Findlay, „Indianische Literatur“ in: Amerikanische Literaturgeschichte, hg. von Hubert Zapf, 2. Auflage, Stuttgart und Weimar: Metzler 2004, S. 387–414
- Michel Jean (Hrsg.): Amun. Novellen. (Autoren der First Nations/Premières Nations der französischsprachigen kanadischen Provinz Québec). Aus dem Französischen übersetzt von Michael von Killisch-Horn. Wieser, Klagenfurt 2020.
- Suzanne Evertsen Lundquist, Native American Literatures: An Introduction, New York: Continuum Inter. Publis. 2004, ISBN 0-8264-1599-7
- The Columbia guide to American Indian literatures of the United States since 1945, ed. by Eric Cheyfitz, New York, N.Y.: Columbia Univ. Press, 2006
- Cambridge Companion to native American literature. Cambridge University Press, 2005
- Daniel David Moses (Hrsg.): An Anthology of Canadian Native Literature in English. Oxford University Press Canada, 2005

### Indigene über indigene Literatur
- Audrey Huntley: Widerstand Schreiben! Entkolonialisierungsprozesse im Schreiben indigener kanadischer Frauen. Unrast Verlag. ISBN 3-928300-51-2

### Sachbücher
- Werner Arens, Hans-Martin Braun: Die Indianer Nordamerikas. Geschichte, Kultur, Religion, C. H. Beck, München 2004. ISBN 3-406-50830-8
- Dee Brown: Begrabt mein Herz an der Biegung des Flusses (Originaltitel: Bury My Heart at Wounded Knee übersetzt von Helmut Degner). Knaur Taschenbuch 62804, München 2005, ISBN 978-3-426-62804-1
- Heike Bungert: Die Indianer. Geschichte der indigenen Nationen in den USA. C. H. Beck, München 2020, ISBN 978-3-406-75836-2.
- George Catlin: North American Indians, London etc.: Penguin 1994. (Gemäldesammlung)
- Edward S. Curtis: The North American Indian. Complete Portfolios (deutsch, englisch, französisch), TASCHEN, Köln 2025, ISBN 978-3-8365-9673-2
- Vine Deloria: Custer died for your sins: an Indian manifesto, New York (NY): Macmillan 1969, Neuausgabe: B&T 2003, ISBN 0-8061-2129-7.
- Brian M. Fagan: Ancient North America, Thames and Hudson, London und New York 1991 (auch deutsch: Das frühe Nordamerika – Archäologie eines Kontinents, übersetzt von Wolfgang Müller, C. H. Beck, München 1993, ISBN 3-406-37245-7).
- Christian F. Feest (Hrsg.): Kulturen der nordamerikanischen Indianer, Köln: Könemann 2000, ISBN 3-8290-0500-8.
- Christian F. Feest (Hrsg.): Beseelte Welten. Die Religionen der Indianer Nordamerikas. Herder, Freiburg 1998.
- Pekka Hämäläinen: Der indigene Kontinent. Eine andere Geschichte Amerikas. Kunstmann, München 2023, ISBN 978-3-95614-564-3.
- Ulrich van der Heyden (Hrsg.): Indianer-Lexikon. Zur Geschichte und Gegenwart der Ureinwohner Nordamerikas. Dietz, Berlin 1992, ISBN 3-928127-34-9.
- David Hurst Thomas, Monika Thaler (Hrsg.): Die Welt der Indianer. Geschichte, Kunst, Kultur von den Anfängen bis zur Gegenwart. 4. Auflage. Frederking & Thaler, München 1998, ISBN 3-89405-331-3
- Thomas Jeier: Die ersten Amerikaner: Eine Geschichte der Indianer. DVA, München 2011, ISBN 978-3-421-04412-9.
- Bruce E. Johansen: The Native Peoples of North America: A History, Chapel Hill (NC): Rutgers University Press 2006, ISBN 0-8135-3899-8.
- Alvin M. Josephy: Five Hundred Nations, Die illustrierte Geschichte der Indianer Nordamerikas. Frederking und Thaler, München 1996, ISBN 3-89405-356-9.
- Hans Läng: Kulturgeschichte der Indianer Nordamerikas, 7. Aufl., Göttingen 1993.
- Wolfgang Lindig / Mark Münzel: Die Indianer. Band 1: Nordamerika, Deutscher Taschenbuch Verlag, München 1994, ISBN 3-423-04434-9.
- Aram Mattioli: Verlorene Welten. Eine Geschichte der Indianer Nordamerikas, Stuttgart: Klett-Cotta 2017, ISBN 978-3-608-94914-8.
- Barry M. Pritzker: A Native American Encyclopedia. History, Culture and Peoples. Oxford University Press, New York 2000, ISBN 978-0-19-513877-1.
- Mathias R. Schmidt: Wenn wir gehen, geht die Welt. Indianer in den USA. Interviews und Dokumente. Kübler Verlag. 1980. ISBN 978-3-921265-25-3.
- Smithsonian Institution (Hrsg.): Handbook of North American Indians, Washington, seit 1978.
- Colin F. Taylor, William C. Sturtevant: Der große Bildatlas Indianer. Aus dem Engl. übers. von Werner Petermann, Orbis, München 1995, ISBN 3-572-00770-4 (engl. Originalausgabe: The Native Americans. Salamander Books, London, ISBN 0-86101-523-1).
- James Wilson: Und die Erde wird weinen. Die Indianer Nordamerikas, Frankfurt am Main: Suhrkamp 2000, ISBN 3-518-39770-2.

### Zeitschriften
- Akwesasne Notes
- American Indian Quarterly, University of Nebraska Press
- Coyote, Vierteljährlich erscheinendes Magazin der Aktionsgruppe Indianer & Menschenrechte, ISSN 0939-4362